# 国鉄201系電車
国鉄201系電車（こくてつ201けいでんしゃ）は、1979年（昭和54年）に試作車が登場し、1981年（昭和56年）に量産が開始された日本国有鉄道（国鉄）の直流通勤形電車である。
1987年（昭和62年）の国鉄分割民営化（JR発足）後は、東日本旅客鉄道（JR東日本）に794両が、西日本旅客鉄道（JR西日本）に224両が継承された。

## 概要
国鉄として初の電機子チョッパ制御（サイリスタチョッパ制御）を採用し、電力回生ブレーキを装備した「省エネ電車」として設計・製造された。制御方式のみならず内外装に新機軸が多数導入され、103系に代わる次世代標準型通勤形電車として大きな話題を呼んだ。
1981年から量産が開始され、中央線快速・中央・総武緩行線・京阪神緩行線の3線区に合計1,018両（試作車10両含む）が投入された。しかし、当時の国鉄の財政事情では電機子チョッパ制御器のコストの高さが課題となり、1985年からは旧来の抵抗制御をベースとした界磁添加励磁制御方式を採用し、ボルスタレス台車と軽量ステンレス車体によって大幅な軽量化とコストダウンを実現した205系に移行した。
1982年（昭和57年）時点における本系列の価格は、103系モハ103形が1両あたり9,859万円なのに対し、モハ201形1両は約1.5倍となる1億4,085万円であった。なお、コストダウンが図られた軽装車（後述）でも1億3,697万円と、大幅な価格低減には至らなかった。
派生系列として、東京メトロ千代田線直通用の地下鉄乗り入れ仕様でアルミ合金製車体を備える203系がある。この他、福岡市交通局1000系電車は本系列を基本仕様としつつ車体の材料をセミステンレスとした車輌で、落成時の主要機器類と台車は本系列と同じ製品を搭載している。

### 導入の経緯
1960年代後半から、抵抗制御に代わるより省エネルギー・省メンテナンスな主回路制御方式として、チョッパ制御方式が注目された。1960年代より電車にも使用可能な大容量の半導体素子が開発されたこと、1973年（昭和48年）のオイルショックを契機に省エネルギーの機運が高まったことも、この動きを後押しした。
日本においては営団地下鉄（帝都高速度交通営団）が電機子チョッパ制御を早期に研究しており、1969年に6000系試作車が登場した。営業運転は1970年に阪神電気鉄道の7001・7101形（力行のみ）が先行したが、翌1971年の営団6000系量産車より回生ブレーキ付き電機子チョッパ車が導入された。国鉄も1967年以降、101系や103系を用いてチョッパ制御試験を開始した。
1970年代後半になると101系の一部は車齢20年を超え、車体の腐食、機器の絶縁劣化など、保守、補修に人手と金がかかるようになり、101系の老朽化も進行してきたことから、新形式電車の機運も高まった。そして1979年に試作車5両編成2本の10両が製造されることとなった。
各路線ごとの新製投入本数
|                         | 中央快速線                      | 中央・総武緩行線  | 京阪神緩行線 | 予算区分                                    |
| 1978年度 （昭和53年度） | 5両×2本（試作車）               |                   |              | 昭和52年度第2次債務                         |
| 1981年度 （昭和56年度） | 10両貫通×12本 10両（6+4両）×8本 |                   |              | 昭和55年度第1次 - 第3次債務                 |
| 1982年度 （昭和57年度） | 10両貫通×22本 10両（6+4両）×5本 | 10両（6+4両）×4本 | 7両貫通×10本 | 昭和56年度第1次・第3次債務 昭和57年度本予算 |
| 1983年度 （昭和58年度） | 10両（6+4両）×8本               | 10両（6+4両）×9本 | 7両貫通×13本 | 昭和57年度第1次 第3次・第4次債務            |
| 1984年度 （昭和59年度） | 10両（6+4両）×4本 4両×1本       | 10両（6+4両）×6本 | 7両貫通×9本  | 昭和58年度本予算 昭和58年度第2次・第4次債務 |

- 新製投入された路線を記載したもので、転属は含めない。
- 太字は軽装車

## 構造
特記のない記述は量産車のものを記す。

### 車体
車体材質は鋼製とし、基本的な構造は従来の通勤電車を踏襲したが、新系列であることをアピールすべく前面形状は刷新された。
試作車1編成5両の製造を担当した東急車輛製造の提案により、591系の平妻側運転台の形状をアレンジした左右非対称型のデザインが採用された。前面の上半分の開口部にジンカート処理と呼ばれる特殊な防錆皮膜処理を行った黒い鋼製パネルをはめ込んだ「ブラックフェイス」となっている。正面ブラックフェイス上部に前照灯2灯、左側に運行番号表示器、右側には行先表示器が設置された。

### 車内
20年程度先を見越した接客設備を目指して、本系列では様々な改善が図られた。
扉間の7人掛けロングシートのモケットを3-1-3に分割し、中央の1人分だけ色を変えることで座席定員どおりの着席乗車を心理的に誘導するというデザイン面での工夫がなされた。これ以降モケットの柄を1人ずつに区分するなどの手法は他の鉄道事業者にも波及し、目立たないながらも以後の通勤電車のあり方を変えた。
試作車では当初先頭車の客室内通路の中央にスタンションポールが設置され、ラッシュ時の乗客の動線調査が実施された。その後の通勤電車における乗降問題に貴重な資料を提供したが、本系列では後に撤去された。
車内のカラースキームは、当時の国鉄車両においては寒色系が一般的であったが、本系列では暖色系が採用された。壁面はベージュ（一部ブラウン）、座席は濃茶色+中央部オレンジ、床面はウォームブラウンで、このカラーリングは後に登場する新形式（203系・205系）や103系の特別保全工事車にも踏襲されている。ステンレス製乗降扉内側は無塗装とした。

中央線快速用車モケット更新後の車内
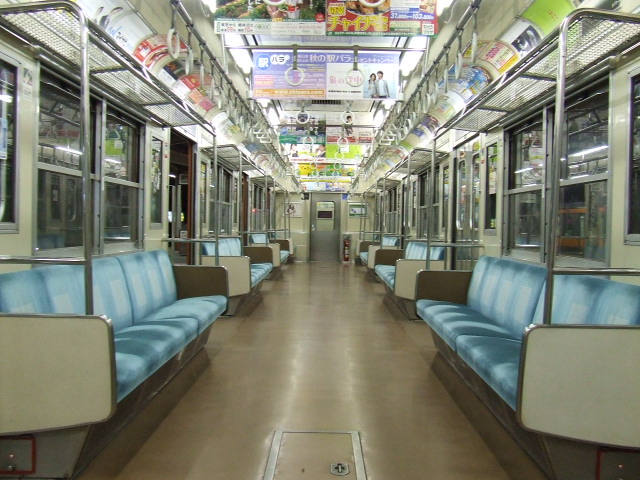
車内全景
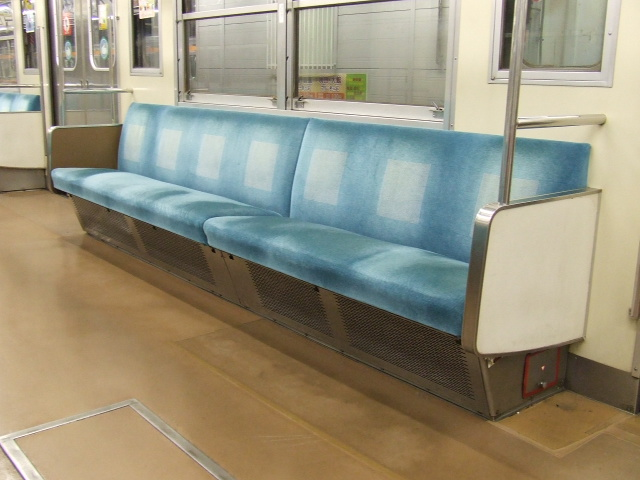
7人掛け座席
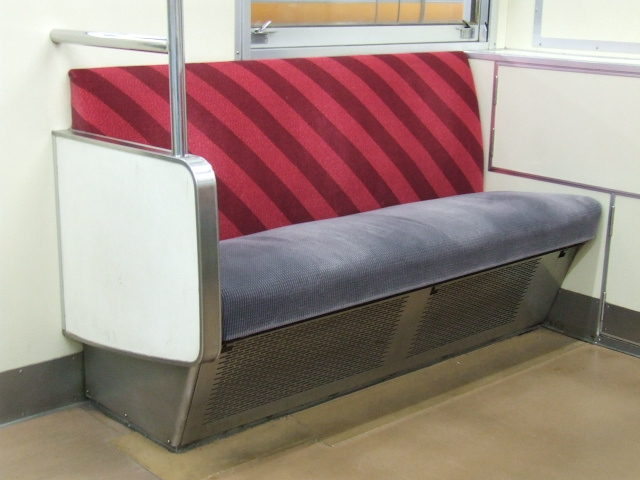
3人掛け優先席

### 主要機器

#### 電源・制御機器
MM'ユニットを採用し、M車（モハ201形）にはチョッパ制御器・主制御器・抵抗器・集電装置が、M'車（クモハ200形・モハ200形）には補助電源装置・電動空気圧縮機が搭載される。試作車では機器箱を耐寒耐雪構造としたが、量産車では軽量化のため取りやめた。電機品は三菱電機、日立製作所、東京芝浦電気（当時）、東洋電機製造、富士電機製造（当時）の5社が製作している。
主回路システムにはサイリスタを用いた電機子チョッパ制御が採用され、チョッパ制御器としてCH1形を搭載した。リレー・スイッチ類を内蔵する機器箱は、試作車では補助制御器のHS36形とされていたが、量産車では主制御器のCS53系となった。
電機子チョッパ制御は主回路で最も大きな電流が流れる電動機の電機子回路をチョッピングする（切り刻む）方式であるが、回生ブレーキ作動時に昇圧チョッパ回路を構成するため、高速域での回生電圧が架線電圧を大幅に上回って回生失効しやすいという問題点があった。このため本系列が開発された1970年代後半には、地下鉄以外の私鉄各社ではこの方式に代えコスト面でも有利な界磁チョッパ制御方式が普及した。
しかし、1960年代後半より独自にチョッパ制御器の開発に着手していた国鉄は、通勤形のみならず近郊形系列などへの幅広い応用を目指しており、電動機の設計変更と主回路構成の工夫（直並列切り替え）によって120 km/hからの回生ブレーキを実用可能とする制御システムの構築を研究していたこと、力行時の抵抗器によるロスを削減することで得られるメリットよりも無接点・無段階制御・最高速度域からの回生ブレーキが実用可能であるメリットを重視していた。
主電動機は直巻整流子電動機のMT60形で、チョッパ制御用に新規開発されたものである。高速走行からの回生ブレーキを充分に活用するため、定格出力は150 kWに向上され、定格回転数も1850 rpmと高く取られた。駆動方式は中空軸平行カルダン駆動方式で、歯車比は15:84 (5.6) である。
MT60形は定格回転数1850 rpm / 最高回転数4850 rpmと既存のMT54形やMT55形といった前世代の標準形電動機と比較して高い定格回転数となった。高速域での回生ブレーキ時に発生電圧過大に伴う回生失効を防止することを狙ったため、国鉄の制式電車用直流直巻式電動機としては当時最大の150 kW級電動機となったものの特性が高速寄りにシフトしているため、低速域での加速性能は110 kW級のMT55形を搭載する103系と大差ないレベルに留まっている。
パンタグラフは、回生制動時の架線からの離線による回生失効を防ぐべく、地下鉄乗り入れ用の301系などと共通の架線追随性が高いPS21形パンタグラフが採用された。
補助電源装置にはブラシレスMG DM106（定格容量190 kVA）を、空気圧縮機 (CP) にはメンテナンスフリー化を図って誘導電動機を採用したレシプロ式 MH3075A-C2000M を使用する。試作車では、MGに MH135-DM92（定格容量160 kVA）、CPは立形3シリンダ式の MH113B-C2000M といった115系などの在来車で採用実績のあるものを搭載していたが、後述の量産化改造時に量産車と同じものに取り替えられている。
運転台の主幹制御器は、試作車において従来からの縦軸式回転型 MC59X（クモハ201-901、クハ200-901）と新幹線電車に類似する横軸式前後操作型 MC60X（クモハ201-902、クハ200-902）2種類の比較検討が行われた結果、量産車では横軸式ハンドルの MC60 となり、ブレーキ弁は通常のME49形が搭載された。

#### ブレーキ
応荷重装置付き電機子チョッパ制御回生ブレーキ併用電磁直通空気ブレーキ(SELR)と自動ブレーキ部のブレーキ制御弁として3圧力式のE制御弁が採用された。
100 km/hからの回生ブレーキに対応するため、定格速度の高いMT60形を45 %弱め界磁で使用することで、回生電圧を抑えて回生失効を防ぐ対策がなされたが、それでも高速域では回生電圧が架線電圧を大幅に超えた。
回生失効が発生しそうな場合は主回路電流を絞ることで発電電圧をコントロールできるが、引き換えに電気ブレーキ力が不足し、空気ブレーキ系に依存すると制輪子磨耗過大の問題点がある。対策として75 km/h以上の高速時からブレーキでは主回路に0.27 Ωの抵抗を挿入し発電電圧を落とし、充分な電気ブレーキ力を確保した。さらに90 km/h以上では高速絞りが作動する。
これらの問題点は、国鉄の回生ブレーキに対するノウハウの蓄積も不十分だったためで、当初の予測以上に空気ブレーキ系への依存度が高くなっている。このため、量産開始後も回生ブレーキの動作パターン研究が進められ、増備の度に回生特性の改良が実施された。
試作車ではブレーキの応答性を高める台車中継弁を設置、付随車には車輪の滑走を防ぐ滑走防止制御装置を搭載したが、量産車では効果が少ないと判断して省略した。

#### 台車
乗り心地の向上のため、国鉄の通勤形電車では301系以来となる空気ばね台車が採用された。運行開始前にブリヂストンが空気ばねの広告を日本経済新聞に掲載している。軸箱支持装置は蛇行動を起こしにくい円筒案内式（シュリーレンタイプ）とした。
試作車では枕バリ部分をダイレクトマウント構造としたDT46X形・DT46Y形（電動台車）とTR231X形・TR231Y形（付随台車）が採用されたが、量産車ではDT32系台車で実績のある大径心皿を用いたインダイレクトマウント構造としたDT46形、TR231形に変更された。1984年以降の設計変更車（軽装車）では、軸ばねをエリゴばねとしたDT46B形・TR231A形に変更されている。基礎ブレーキはDT46形が片押し式踏面ブレーキ、TR231形が1軸2枚のディスクブレーキである。

## 形式
本系列は電動車にMM'ユニット方式を採用しており、モハもしくはクモハの201形と200形に主要機器を分散搭載して、電動車2両を1単位としている。形式解説順序は過去からの慣例に準じて記述する。車両の方向は東海道本線基準で奇数向きは東京寄り、偶数向きは神戸寄りを表す。
クモハ200形 (M'c)
モハ201形とユニットを組む制御電動車で、電動発電機や空気圧縮機などの補助的な機器を中心に搭載する。偶数向き専用。試作車のみ存在する。
モハ201形 (M)
クモハ200形またはモハ200形とユニットを組む中間電動車で、パンタグラフや主制御器などの主回路を構成する機器群を中心に搭載する。
モハ200形 (M')
モハ201形とユニットを組む中間電動車で、クモハ200形と同様に電動発電機と空気圧縮機を搭載する。
クハ201形 (Tc)
奇数向き専用の制御車。
クハ200形 (T'c)
偶数向き専用の制御車で、試作車には存在しない。
サハ201形 (T)
運転台のない付随車で、試作車落成時には存在しなかった。

## 番台別概説

### 900番台（試作車）

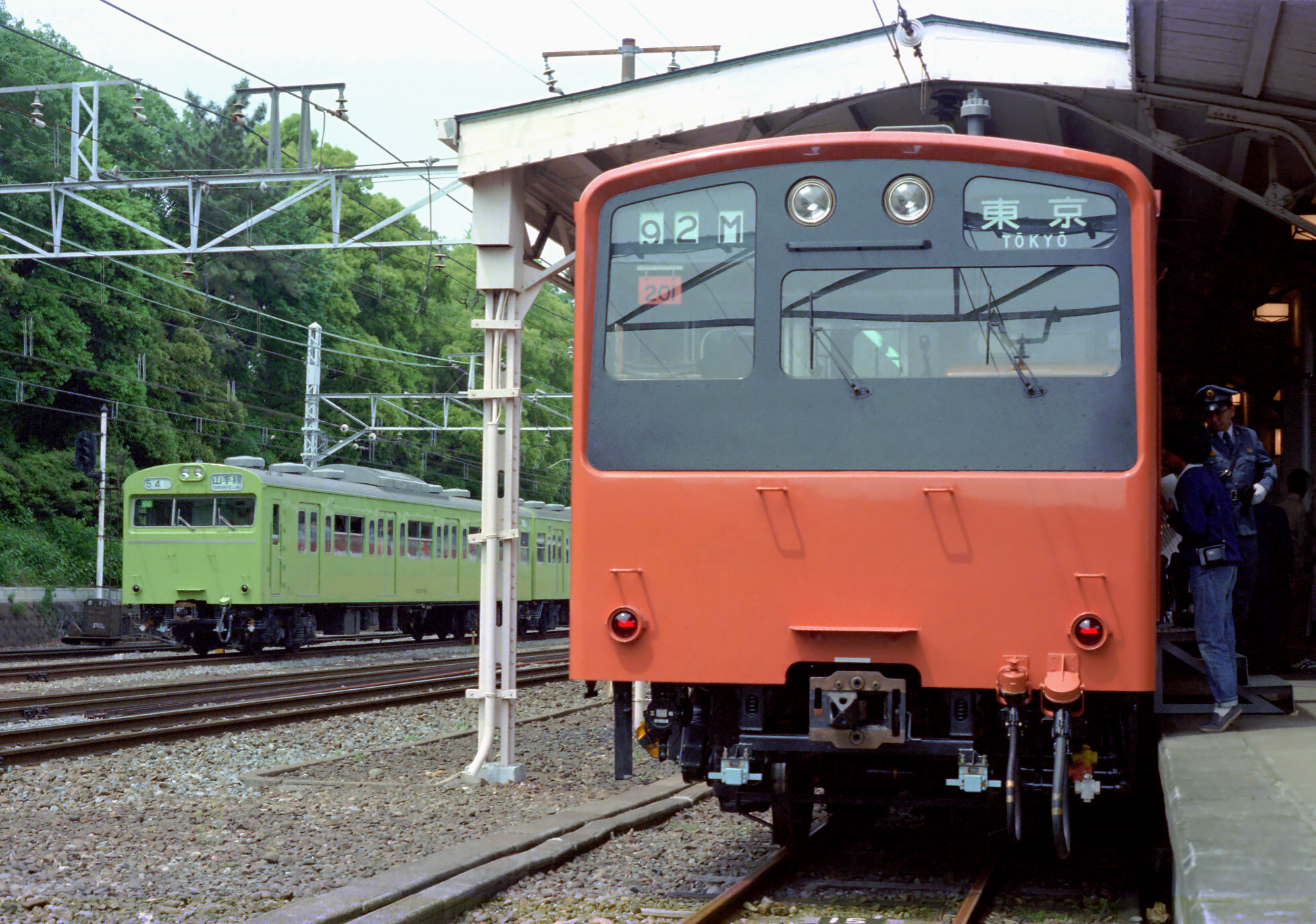
登場時の201系900番台。写真左は103系

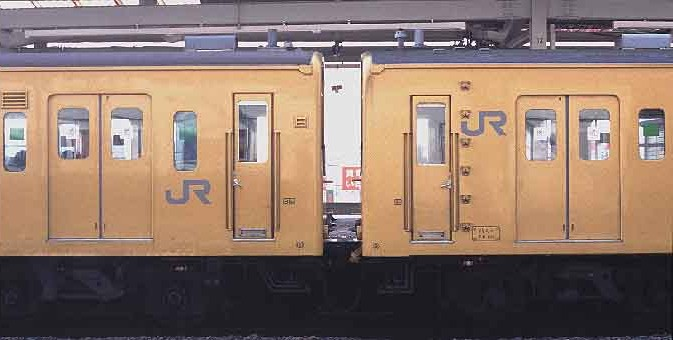
クモハ200形（試作車）+クハ201形（量産車）
試作車には乗務員扉直後の戸袋窓が存在する

国鉄初の電機子チョッパ制御を採用した新系列車両の先行試作車として、昭和52年度第2次債務で1979年に5両編成2本の10両が製造された。車両番号は900番台に区分され、クハ201-901ほか5両編成が東急車輛製造製、クハ201-902ほか5両編成が日本車輌製造製となっている。当初の配置は三鷹電車区（現・三鷹車両センター）であった。
1979年より試運転が開始されるとともに、同年5月13日には原宿駅の宮廷ホームで展示会が行われた。1979年8月20日に中央快速線で営業運転が開始され、正面には「省エネ201」のヘッドマークも掲出された。運用途中に三鷹駅で車両交換を行うことで、営業運転を開始した。初日は「新型省エネルギー電車（201系）運転記念」と題した出発式が行われた。
編成は中央線快速での営業運転開始前に当時の101系・103系と同じ3両+7両編成に組成変更され、1983年の量産化改造で当時の201系量産車と同じ6両+4両編成に組成変更された。
車体外板には熱間圧延軟鋼板 SPHC を引き続き採用し、塩化ビニール製絶縁屋根布を張り付けている。側窓は下段上昇・上段下降式の外はめ式ユニット窓が採用され、上段窓にバランサーが取り付けられた。乗降扉窓、戸袋窓など固定窓のガラス支持は、Hゴムを廃して押え金方式を採用している。車両番号標記は特急形車両と同様のステンレス製切り抜き文字が採用された。
車内は冷房装置搭載を前提として構成の見直しが行われ、天井構造は平天井となった。外部屋根のカーブ形状も見直され、103系と比較して緩いものとされた。
冷房装置は集中式のAU75系が採用され、当時落成していた103系用と同型のAU75B形を1基搭載する。冷気は平屋根構造の車内風道を介して車内に送り込み、三菱電機製「ラインデリア」（横流補助送風機）によって扇風機なしでもまんべんなく車内に行き渡る構造とした。換気用通風器はグローブ形に代わり、FRP製の角形押し込み式が採用されている。
台車はダイレクトマウント（車体直結）式の空気ばね台車で、東急製の901編成にDT46X・TR231Xが、日車製の902編成にDT46Y・TR231Yが採用された。
回生ブレーキ時の離線対策も考慮して、試作車ではPS21形パンタグラフが各電動車1ユニット（2両）につき2基ずつ搭載された。
1983年に量産化改造が行われ、組成変更や電装解除などが行われた（後述）。国鉄末期には中央線快速から中央・総武緩行線に転用された。
1990年より首都圏各線区でATS-Pが本格導入され、201系にも関連機器の設置改造が行われたが、試作車はクモハ200形の床下の空きスペースが小さく、クハも含めてATS-Pの搭載は見送られた。試作車は量産車編成の中間に組み込まれ、営業線では先頭に立たなくなった。
中央・総武緩行線からの撤退後は京葉線に転用されたが、老朽化のため2005年11月に廃車となった。
|               | ← 東京青梅・高尾・大月 → |                    |                   |                    |                      |                   |                    |                   |                    |                      |
| 号車          | 1                        | 2                  | 3                 | 4                  | 5                    | 6                 | 7                  | 8                 | 9                  | 10                   |
| 形式 車両番号 | クハ201 -901 (Tc)        | ◇ モハ201 -901 (M) | モハ200 -901 (M') | ◇ モハ201 -902 (M) | クモハ200 -901 (Mc') | クハ201 -902 (Tc) | ◇ モハ201 -903 (M) | モハ200 -902 (M') | ◇ モハ201 -904 (M) | クモハ200 -902 (Mc') |
| 搭載機器      | BT                       | CHOP               | MG,CP             | CHOP               | MG,CP,BT             | 同左              | 同左               | 同左              | 同左               | 同左                 |
| 重量          | 35.4 t                   | 44.4 t             | 43.6 t            | 44.4 t             | 45.0 t               | 同左              | 同左               | 同左              | 同左               | 同左                 |

凡例
- CHOP：チョッパ制御装置、MG：電動発電機、CP：空気圧縮機、BT：蓄電池

### 0番台（量産車）

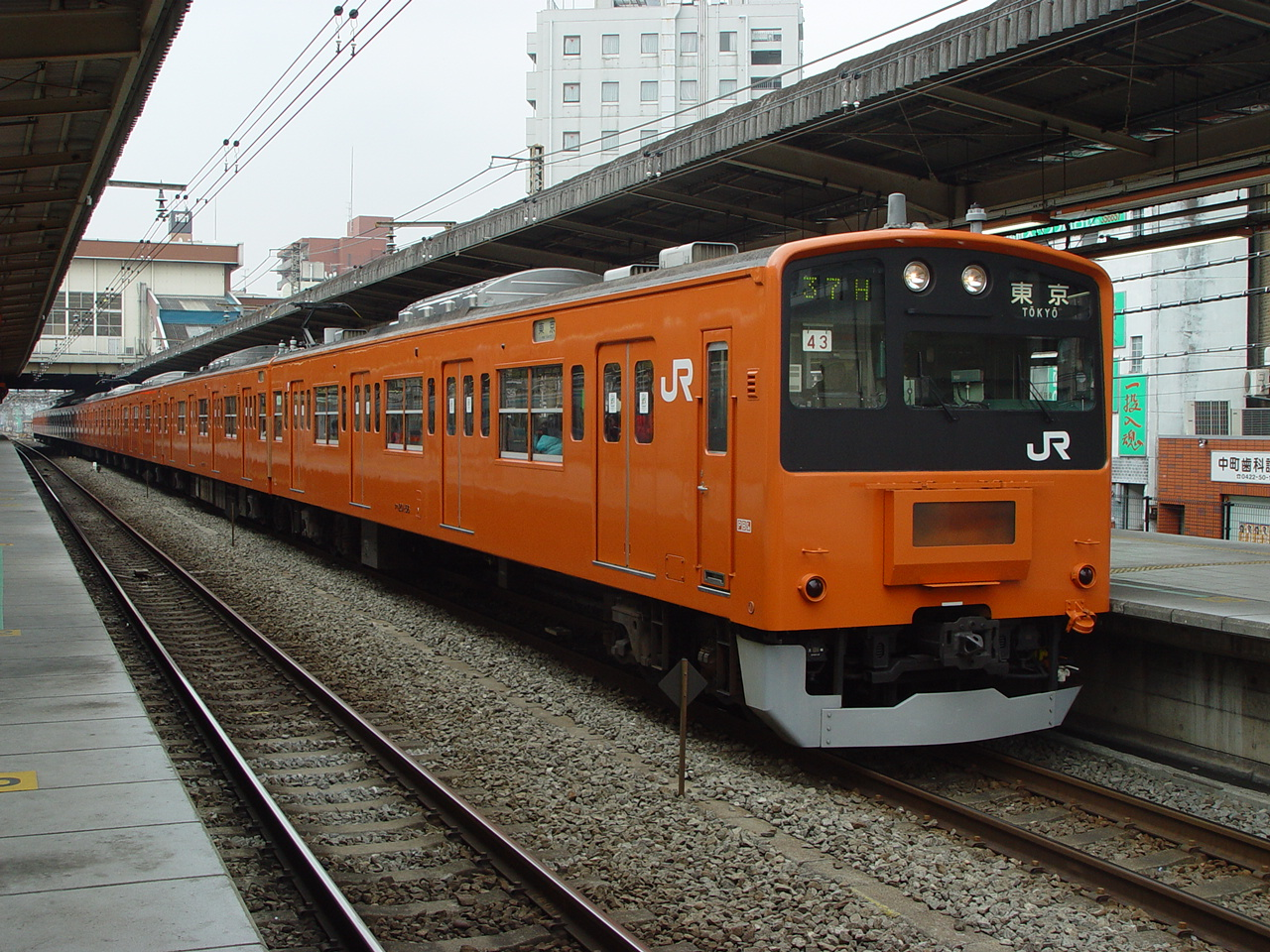
中央線快速の201系量産車（2003年）

900番台の実績を基に改良を行った量産車として、1981年8月より中央線快速に投入が開始された。ブレーキの回生率の向上、メンテナンスフリー化やコストダウンを図った設計変更が加えられている。中央線快速のほか中央・総武緩行線、京阪神緩行線にも投入された。1981年度から1984年度にかけて、首都圏地区向けに10両編成34本と6両編成＋4両編成×44本と4両編成×1本の784両が、関西地区向けに7両編成×32本の224両がそれぞれ投入された。
車体構体は外板材質を2.3 mm厚の高耐候性圧延鋼材 (SPA) に変更し、構造から見直すことで構体重量で約1.3 tの軽量化を実現した。機器などを含めた全体では、各車両約2.1 - 2.8 tの軽量化である。屋根部分はビニール布張りを廃止して、約20年の耐久性を持つ塗り屋根方式に変更した。
台枠と側板の接合部は、スポット溶接から連続溶接に変更された。同時に接合点はそれまでの台枠側面全体の要所でかがり縫いのように何点かで点接合したものから台枠上面近くの横一直線のみになり、そこから下は台枠の鋼材がそのまま外部に露出、水の侵入箇所自体を封じた。103系で深刻な問題となっていた雨水の浸入による台枠の腐食がほぼ解決している。同様に腐食対策から、乗降ドア枠周囲のスポット溶接を全周溶接に変更、車体側面戸袋部の風道（主電動機・チョッパ装置冷却用ダクト）はステンレス製とした。 
試作車では運転台付き車両のみ乗務員扉の開閉角度改善を図って車体長を19.7 mと中間車より0.2 m長くしたが、量産車では19.5 mに統一された。乗務員室の寸法は変わらず、仕切りが客室側に0.2 m分寄せられたため、乗務員扉直後の戸袋窓が廃止された。この車体長の変更は分割・併合編成で中間に運転台付き車両が入る場合に整列乗車時の扉位置ずれの原因となることが指摘されたためである。
前面は量産車でもブラックフェイスが採用された。ヘッドマーク掛けの大型化、運行番号表示器周りが黒色になるなど、細かな変更点も見られる。側面の窓構造は試作車と同様であるが、側面見付の統一感を図る見地から、戸袋窓を乗降扉の窓の高さに合わせて小型化した。
試作車では「車内の天井高さが低く感じられる」との評が多かったことから屋根と天井の高さが見直され、量産車では室内天井が75 mm高くなった。座席そで仕切は形状が単純な一枚板状となり、荷棚の金網はアルミニウム製から耐久性の高いステンレス製に変更された。戸閉機械（ドアエンジン）は試作車の鴨居部（ドア上部）設置の直動式TK201形から、座席下収納式TK4AJ形に変更した。
冷房装置はAU75D形およびAU75G形（48.84 kW ≒ 42,000 kcal/h）が搭載された。横流ファン（ラインデリア）は台数を半減させ、扉付近の4ヶ所のみとした。
台車は試作車のダイレクトマウント方式が取りやめとなり、大径心皿を用いたインダイレクトマウント構造として軸ばね部シリンダのシーリングを省略したDT46形・TR231形に変更された。重量軽減のため、ジャーナル径（軸受径）は130 mmから120 mmに変更した。

#### 増備車の変更点
冷房装置の変更（前述）。昭和56年度第3次債務落成分からはチョッパ制御装置がCH1-G2形に変更した。
昭和57年度本予算落成分からはチョッパ制御装置の主サイリスタ、補助サイリスタの変更と転流コンデンサを主コンデンサ箱から移したCH1B形に変更した。合わせてCS53形主制御器はブレーキ時の弱め界磁・全界磁の切り換え用部品を追加したCS53B形に変更した。CAPB2形主コンデンサ箱はフィルタコンデンサ絶縁油の変更と転流コンデンサを移設したことからCAPB3形に変更した。誘導コイルの廃止とこれに伴い、主抵抗器WFRの抵抗値を変更した。

#### 軽装車

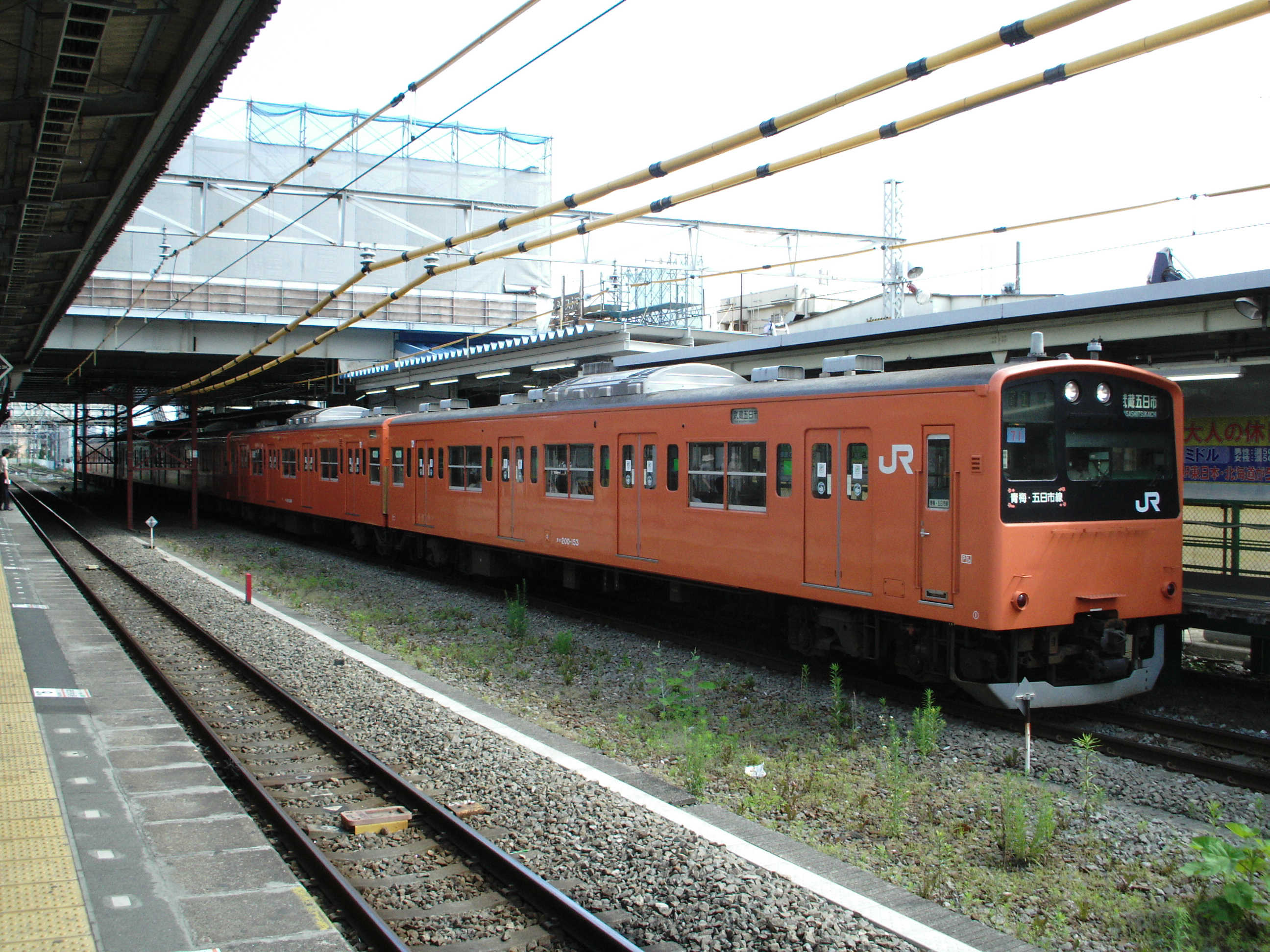
軽装車クハ200-153ほか6両編成（2007年）

国鉄の財政状況は極めて厳しくなったため、コストダウンのための設計変更が行われた増備車が1984年より投入された。このグループは通称「軽装車」と呼ばれ、それ以前の量産車と区別されている。
前面は黒色部の仕上げ方法が変更され、ジンカート処理鋼板から電解二次着色アルミニウム板となった。側面窓は従来の上段下降・下段上昇式に代わり、バランサーのない2段上昇式に変更された。これに伴って構体設計が大幅に変更された。
車両番号標記はステンレス切り抜き文字を取りやめ、一般の通勤形電車と同様の転写式に変更した。車内荷棚の金網は、ステンレス製からアルミニウム製に変更された。
通風器は、FRP製から安価な鋼製に変更された。台車は軸ばねをエリゴばねとしたDT46B形・TR231A形に変更、主電動機は端子台を廃止し、形式がMT60A形に変更された。床下機器は、ブレーキ制御装置などのカバーが省略された。
中央線快速への201系の投入は完了しており、京阪神緩行線に7両編成の9編成63両が、中央・総武緩行線に分割10両編成の6編成60両が投入された。201系の増備は1985年をもって終了となった。

## 改造

### 国鉄時代の改造

#### 試作車の量産化改造
1981年の量産車の登場により、試作車は量産車と共通運用するための量産化改造が施工されることとなり、1983年（昭和58年）9月に大井工場（現・東京総合車両センター）で全般検査と合わせて施工された。編成は8M2Tで3両+7両の10両編成から、量産車と同じ6M4Tで4両+6両の10両編成に変更された。電動車ユニットの1組2両が電装解除されており、サハ201形900番台が登場している。
電装解除による形式と車両番号の変更は以下の通り。
- モハ201-903 → サハ201-901
- モハ200-902 → サハ201-902

車体
外観では前面窓の下部に大形の手すりを設置した。ジャンパ連結器は量産車と同等品に交換され、外観では運行番号表示器周辺の着色が量産車との識別点となった。先頭車の車内に設けられていたスタンションポールは撤去された。乗降扉を量産車と同等品に取り替え、座席横の袖仕切り内側の布地をやめ、化粧板仕上げに変更。座席を3 - 1 - 3分割から4 - 3分割に変更。
電気機器
運転台計器類、マスコンハンドル・ブレーキ装置などを量産車と同等品に取り替え。
戸閉回路（鍵回路・選択戸閉回路）、室内灯回路を変更し、車掌スイッチを取り替えた。戸閉機械（ドアエンジン）は鴨居部（ドア上部）設置の直動式TK201形から、量産車と同じ座席下収納式TK4AJ形に取り替えた。電動発電機故障時の電源誘導機能は、自動から手動式に変更した。行先表示器（方向幕）は70コマから99コマ品に取り替え。24V蓄電池回路をやめ、100V回路に変更。電動車のパンタグラフは2基搭載のうちの1基を撤去した。
床下機器など
床下機器は量産車に準じたものとされ、台車は車体直結方式を一部改造し、そのまま使用している。電動発電機は量産車と同じブラシレスMGに、空気圧縮機も量産車と同じ誘導電動機使用のものに取り替えた。主平滑リアクトルは、ノイズ対策を強化。ブレーキリアクトル、台車中継弁、滑走検知器、速度発電機などを撤去。車軸は軽量化のため、ジャーナル径を130 mmから120 mmに変更した。
|      | ← 東京青梅・高尾・大月 → |                    |                   |                  |                    |                      |                   |                  |                    |                      |
| 号車 | 1                        | 2                  | 3                 | 4                | 5                  | 6                    | 7                 | 8                | 9                  | 10                   |
| 形式 | クハ201 -901 (Tc)        | ◇ モハ201 -901 (M) | モハ200 -901 (M') | サハ201 -902 (T) | ◇ モハ201 -902 (M) | クモハ200 -901 (Mc') | クハ201 -902 (Tc) | サハ201 -901 (T) | ◇ モハ201 -904 (M) | クモハ200 -902 (Mc') |

#### 狭小トンネル対応パンタグラフの搭載
狭小限界トンネルのある中央本線高尾以西の乗り入れに対応するため、1984年に武蔵小金井電車区のモハ201-161 - 163にパンタグラフに折り畳み高さの小さい試作型のPS918形が装備され、3月5日から7日にかけて甲府駅までの入線試運転を行っている。
その後PS918形の量産版としてPS24形が開発され、中央線用201系の分割対応編成のパンタグラフがPS21形からPS24形に換装された。翌1985年10月から臨時列車で大月駅への乗り入れが開始され、1986年11月1日のダイヤ改正より定期列車としても乗り入れている。

### JR東日本での改造

#### 前面種別表示器の設置

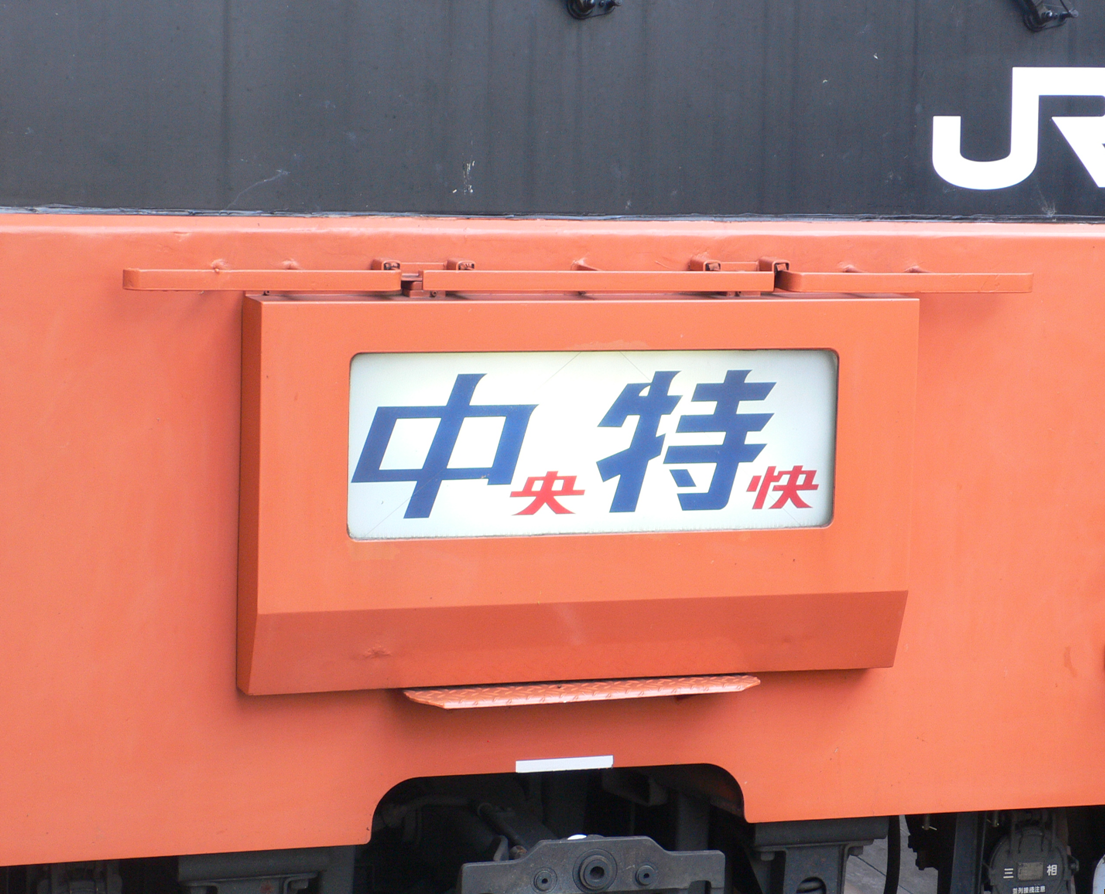
中央線快速用201系の電動幕式大型列車種別表示器

中央線快速の201系は当初は101・103系と同様に、先頭車に「特別快速」などの大型種別表示板を掲出していたが、中央線快速の201系統一完了により方向幕での種別表示が完備されたことから1986年3月改正で種別表示板の使用を廃止した。1987年5月からは差し込み式の種別表示板が復活し、先頭車にヘッドマーク受けが設置された。
1992年からは1・10号車は電動幕式の種別表示器へと交換された。分割可能編成の連結部に組成される先頭車には差し込み式の種別表示枠が存置されており、自動解結装置が装備されている。クハ200-87は大月駅列車衝突事故の被災車の代車として10両編成の先頭に立っていた時期があり、中間先頭車で唯一電動幕式大型列車種別表示器が装備された。
2005年以降、6+4編成（H編成）の4・5号車の列車種別表示枠が撤去された編成があった。

#### ATS-P設置改造
京葉線では1988年の新木場駅までの開業を機にATS-Pが本格採用されており、武蔵野線に転用されていた201系にも京葉線乗り入れ用としてATS-Pが搭載された。また同年に中央線東中野駅で列車追突事故が発生したのを機に首都圏各線のATS-P化が前倒しされ、1990年より201系でもATS-Pの設置が行われた。
中央線快速の10両分割編成では両端先頭車が優先して設置され、中間の先頭車には後から設置された。中央・総武緩行線用の201系では、中間組み込みの先頭車への設置は大多数の車両で見送られた。試作車はクモハ200形の床下スペースがないため改造の対象外となり、先頭車が営業列車の先頭に出ることはなくなった。
ATS-P導入時にブレーキの非常抜き取り対応改造が施され、201系のブレーキ弁はME48P形に形式を変更した。

#### スカート設置（JR東日本）
1992年11月からはATSの車上子を保護する目的でスカートの設置も開始されている。

#### 停車駅通過防止装置の設置
1992年より中央線用編成の先頭車に停車駅通過防止装置の設置が行われた。停車駅のホームに接近すると、表示灯が点灯しアラームが鳴る。

#### 霜取りパンタグラフの増設

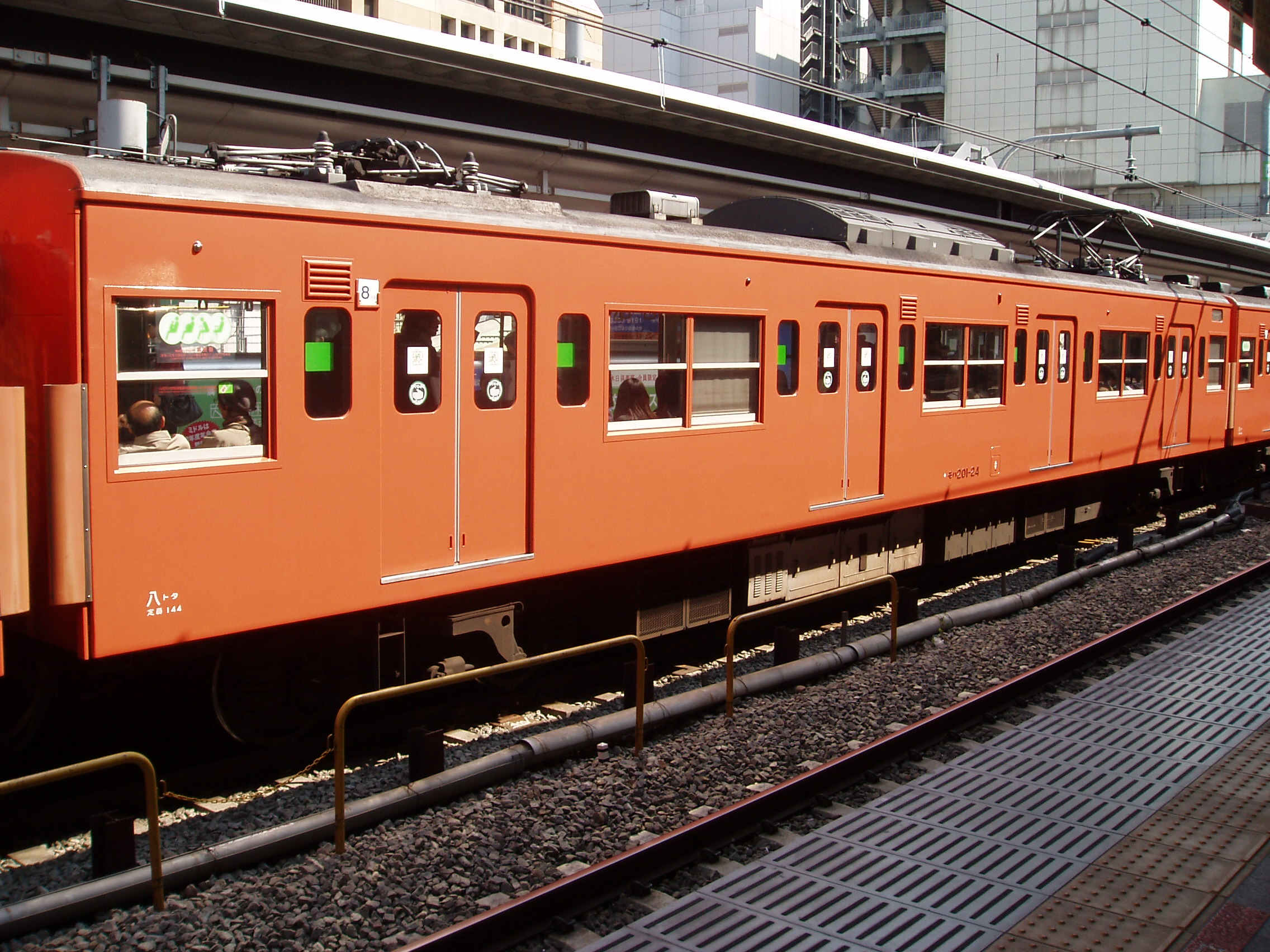
霜取りパンタグラフを搭載したモハ201-24

1997年12月のダイヤ改正で中央本線高尾 - 大月間の初発電車に中央線快速用201系が使用されることとなり、武蔵小金井電車区の分割編成の8号車モハ201形の後位寄りに霜取り用パンタグラフが増設された。当初はモハ201-24・87・179・185・206の6両が対象で、菱形のPS24形が増設された。
2001年度に追加で改造されたモハ201-90はシングルアーム式のPS35C形が増設されており、1両に菱形とシングルアーム式の両方が搭載される唯一の車両となった。

#### パンタグラフのシングルアーム化
中央線快速用10両貫通編成であるT編成のPS21形パンタグラフは、降雪によるパンタグラフ降下対策として2000年よりシングルアーム式のPS35C形に換装された。これは関東で大雪となった1998年1月8日にダイヤの乱れで列車が長時間停車した際に、雪の重みでパンタグラフが上がらなくなった車両が続出したことを受けてへの対策である。
このPS35C形への換装により、中央快速線の201系全編成で高尾以西への乗り入れが可能となった。

#### 展望型電車「四季彩」への改造
JR東日本の八王子支社では、青梅線沿線の観光振興を目的として201系の4両編成1本を改造した展望型電車を投入することとなり、2001年に大井工場で改造が施工された。種車の4両編成1本（クハ201-134+モハ201-263+モハ200-263+クハ200-134）は豊田電車区で訓練車として使用されていたもので、改造による車両番号の変更は行われていない。
展望型電車は2001年8月4日より運転が開始された。その後の愛称の公募により「四季彩」（しきさい）の愛称が決定し、同年11月23日より四季の装飾が追加された上で運用に入っている。
奥多摩寄りの先頭車（クハ200-134）は、青梅線内で多摩川に面する側の座席が窓側を向いた跳ね上げ式のペアシートに交換され、残り3両も多摩川に面する側の座席が4人掛けのクロスシートに交換された。車窓展望の向上のため、多摩川に面する側の窓が大型の1枚固定窓となった。
車体塗装は1両ずつ四季を表す色に変更され、奥多摩の四季と多摩川を演出したデザインが採用された。
- 春：桜
- 夏：ひまわり（2004年7月よりレンゲショウマ）
- 秋：紅葉
- 冬：雪

登場から数か月間は五日市線でも運用されたが、以降は土曜・休日の青梅 - 奥多摩間の運用が中心で、送り込みを兼ねた立川発着の運用が1往復あった。
臨時列車では、大月駅開業100周年記念記念列車や「川崎-奥多摩ハイキング号」として南武線川崎駅まで、2006年からは「四季彩河口湖号」として富士急行線河口湖駅まで、さらに2007年のゴールデンウィークには快速「むさしの奥多摩」にも投入され、武蔵野線を経由して大宮駅まで乗り入れた実績を持つ。
また八王子支社管内以外にも、長野支社に貸し出されて中央本線小淵沢駅 - 大糸線白馬駅間の臨時快速「四季彩高原号」や2008年5月24日には信越本線長野駅 - 篠ノ井線姨捨駅間の「姨捨フォトトレイン四季彩」号として運転された。
平日は拝島運転区で訓練車として使用されたほか、他線へ貸し出されることもあり、2006年度には篠ノ井線内の乗務員訓練用に松本車両センターへ貸出された。八高線の予備車も兼ねていたが、実際に運用されたことはほとんどない。
当初の外装による運転は2005年5月8日で一旦終了し、新塗装変更後の同年6月25日に三鷹電車区一般公開で展示され、同年7月2日から再度運転を開始した。外観は「青梅線の四季」がテーマとなり、多摩川の流れをイメージした青いラインが引かれ、青梅線の春夏秋冬の景勝地と旬の素材がイラストで描かれたデザインとなった。
老朽化のため、2009年6月28日をもって青梅線での定期運用を離脱した。同年7月中は団体臨時列車として「さよなら四季彩号」が運転され、7月20日のさよなら運転を最後に営業運転を終了し、7月23日に長野総合車両センターへ廃車回送が行われた。

### JR西日本での改造

#### スカート設置（JR西日本）
スカート（簡易排障器）は1991年度にJR東日本とは異なるタイプが搭載された。2004年から従来型より大型で鉄板を厚くしたタイプが設置された。

#### 座席モケット交換とATS-P設置
1998年から、座席モケットが207系に準じたシーマンブルーに変更され、ATS-Pの搭載が1998年8月から2001年3月までに全編成に対して行われた。座席モケットの交換及びATS-Pの搭載は網干電車区と鷹取工場で行われた。

#### 体質改善工事
JR西日本では、2003年から2008年にかけて、後継の207系との格差改善ならびに延命を目的としたリニューアル工事が施工された。工事施工車の車番標記は、国鉄書体からJR西日本独特の書体（モリサワの新ゴシック）に変更されている。改造内容を以下に示す。
車体
外板腐食対策として、雨樋と外板の一体化による屋根の張り上げ化。
構体腐食部の補修・修繕。特に側出入口下部は腐食が著しいことから、ステンレス材へ交換。
運転台周りの腐食対策として窓周囲の材質をステンレス製に、前照灯はガラス内収納式に変更。
外板塗装にウレタン系塗料を使用することで、光沢感の向上と長寿命化を図った。
戸袋窓を埋め込み、室内側に広告枠を新設。
接客設備
化粧板を223系に準じたデザインのものに交換し、つり革の増設が行われた。
ドア間の側窓を下段固定・上段2分割上昇式のバス風逆T字サッシに交換。
床面の主電動機点検蓋（トラップドア）を廃止。
2003年11月21日竣工のC8編成が本系列初の体質改善工事施工となった。2005年末の321系投入開始時点では、7両編成11本に施工済みで、残り21本は他線区への転用と同時に施工された。2008年2月7日竣工のクハ201-142ほか7両編成の京阪神緩行線用C31編成（後の大和路線用ND615編成）の入場を最後に関西地区から原型の201系が消滅し、JR西日本所属の201系全編成の体質改善が完了した。

JR西日本体質改善車
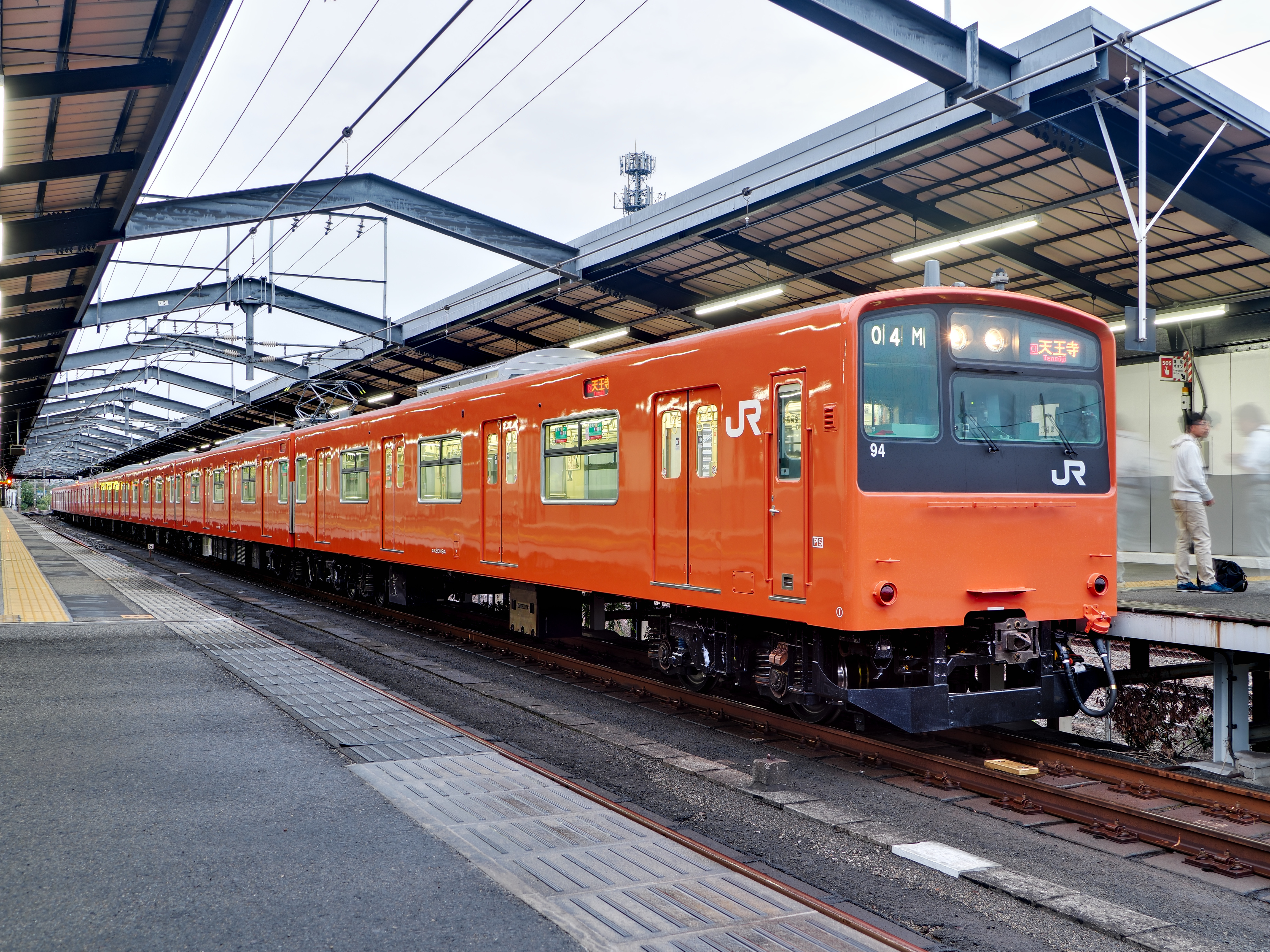
車両外観
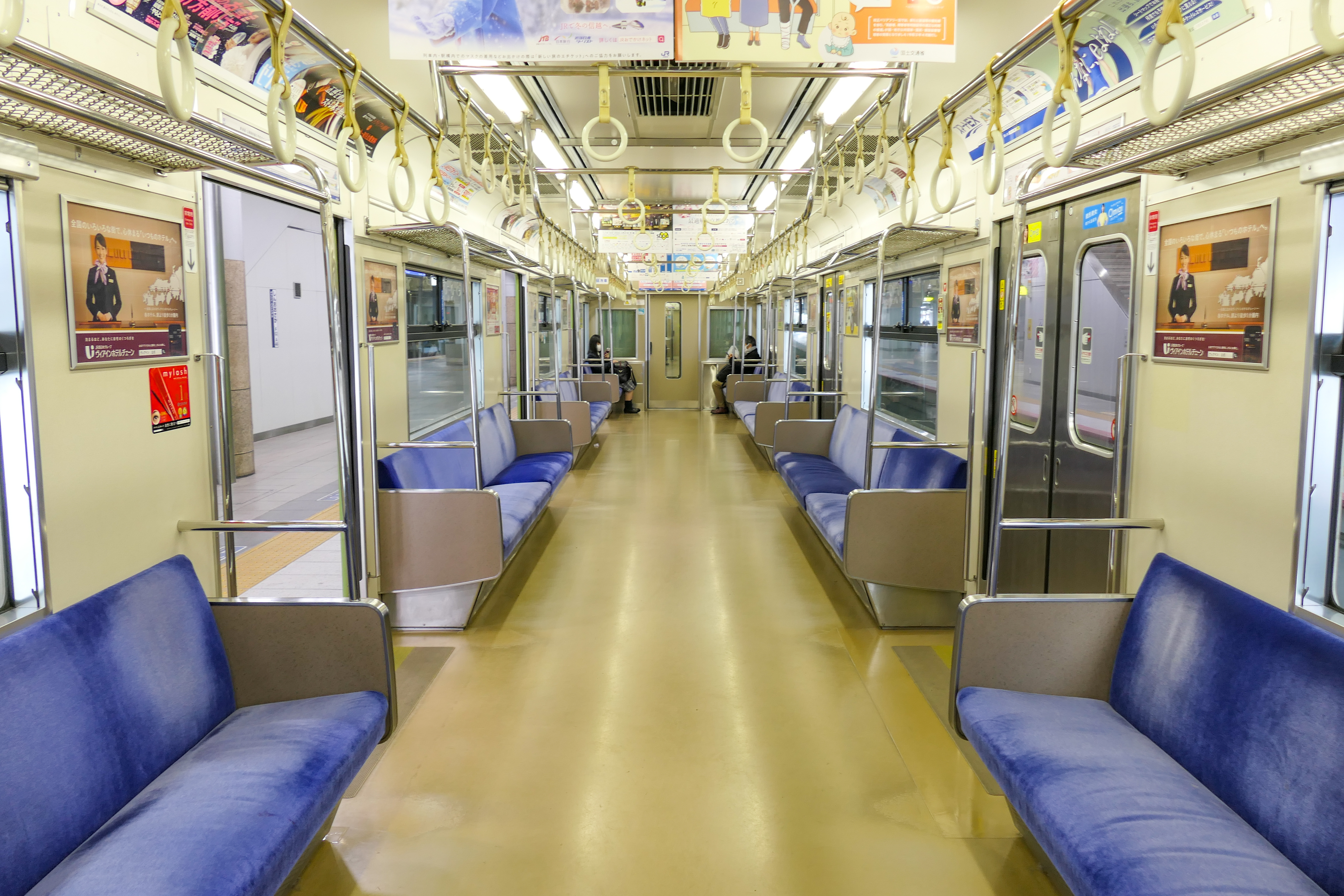
車内
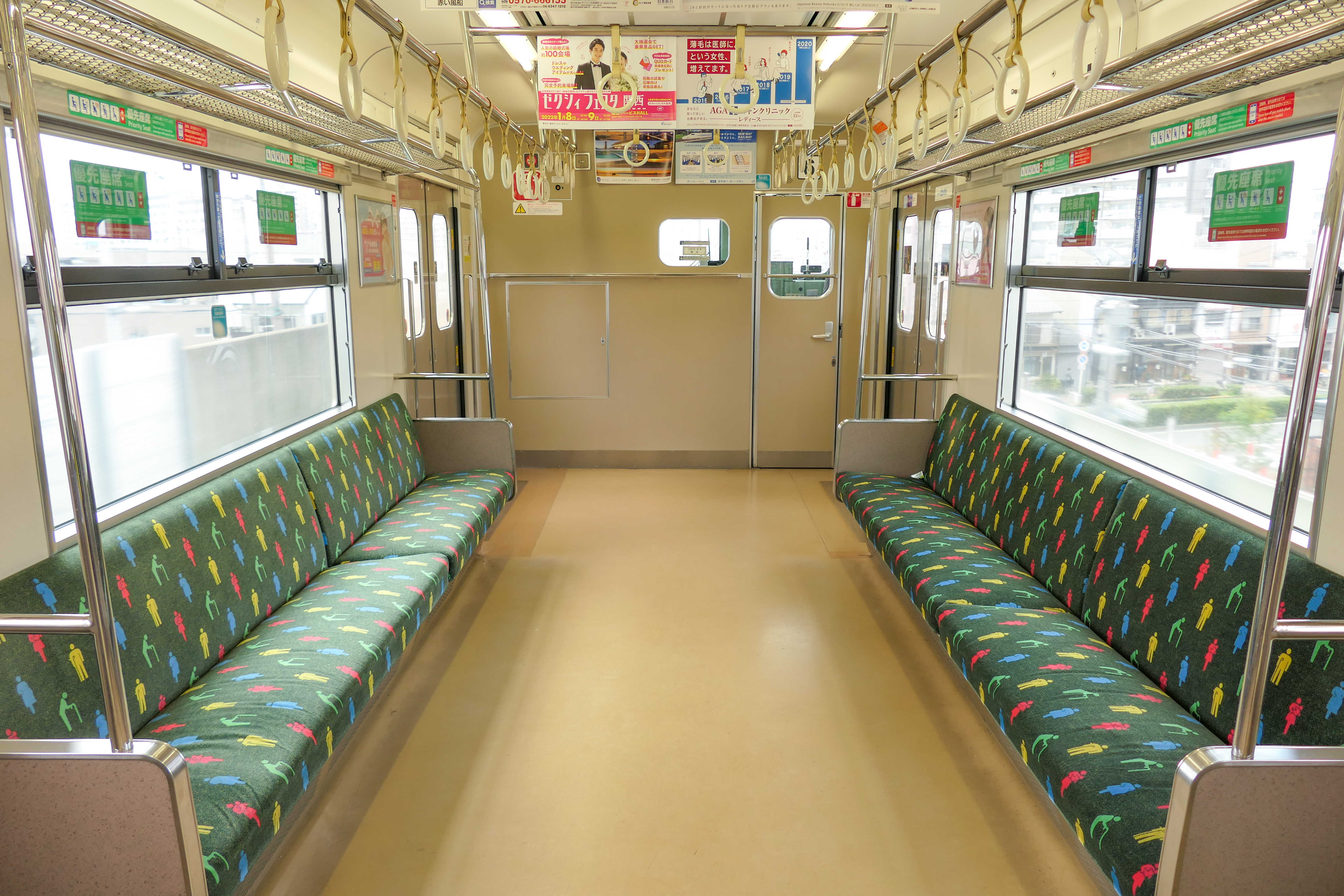
優先席

#### 冷房装置の交換
2007年以降定期検査に合わせて冷房装置をAU75系からWAU709に換装し、森ノ宮・奈良所属車全車が施工済みとなった。

#### 行先表示器のLED化
2012年11月には大阪環状線用のLB8編成（クハ201-93以下8両）の行先表示器がLED式のものに更新されたのをはじめとして他の編成にも施工が進み、全編成の更新が完了した。大和路線系統用の奈良所属車も同様に施工が完了した。

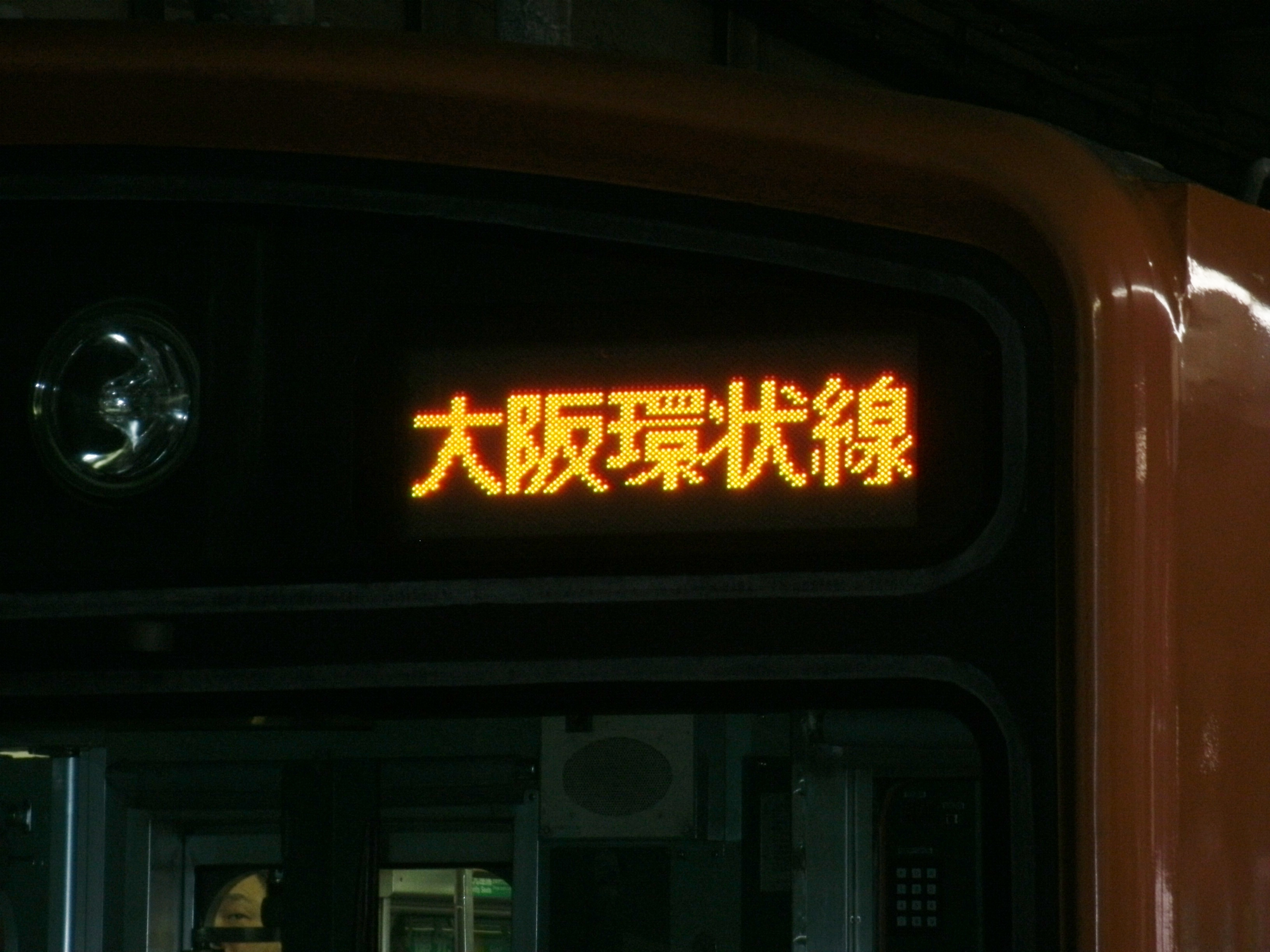
2013年以前のLED表示 （2013年5月10日）
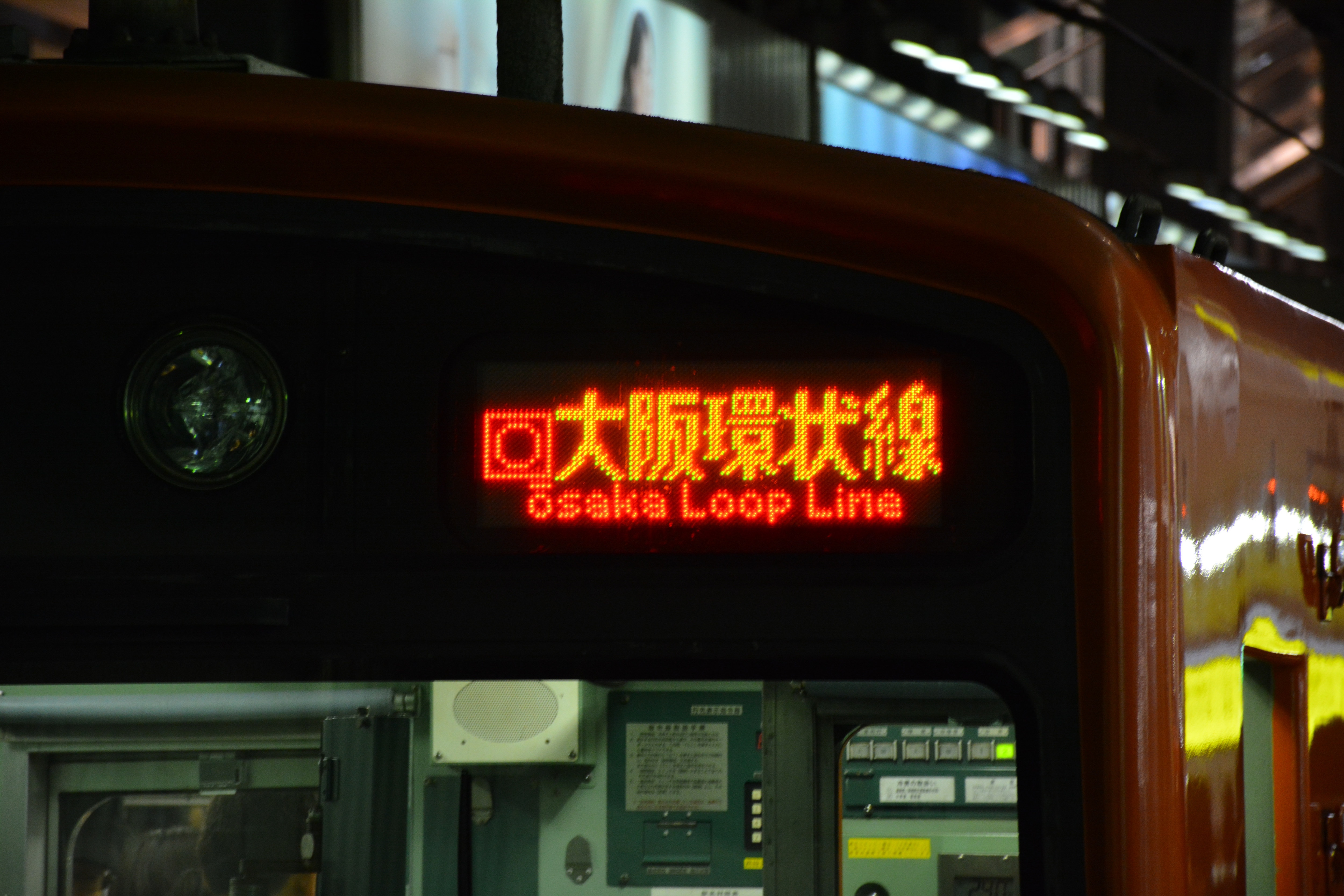
2014年以降のLED表示 （2016年10月17日）

## 運用

### 東日本地区（JR東日本）

#### 中央線快速
中央線快速では、1979年8月20日に試作車の営業運転が開始された。1981年8月より量産車の導入が開始され、昭和55年度第1次債務で50両（4両編成5本・6両編成5本）、昭和55年度第2次債務で50両（4両編成3本・6両編成3本・10両編成2本）、昭和55年度第3次債務で100両（10両編成10本）の計200両が落成し、三鷹電車区・豊田電車区（現・豊田車両センター）に配置された。車体塗装色はオレンジバーミリオン（朱色1号）である。
これにより103系と101系の置き換えが進められ、中央線快速の103系は中央・総武緩行線や南武線の101系置き換えに転用され、1983年3月3日に中央線快速での運転を終了した。101系は1985年3月14日改正で201系への置き換えを完了し、中央線快速の201系統一が完了した。
快速系列車と早朝・夜間の東京駅発着各駅停車で運用された。2008年3月14日までは富士急行大月線・河口湖線にも乗り入れていた。富士急行線の地上設備側の制約により、6両編成+4両編成による10両編成中の4両付属編成のみ乗り入れが乗り入れていた。2010年までに営業運転を終了した（後述）。
10両単独の編成（T編成）と6両+4両の分割可能編成（H編成）の2種類の編成があり、青梅線・五日市線・八高線（拝島駅 - 高麗川駅間）と富士急行線への乗り入れの関係で運用が分かれていた。2008年1月にT編成が、2010年10月にH編成が営業運転を終了した。2004年3月までの武蔵小金井電車区所属編成は、分割可能編成・10両単独編成とも白地赤文字の編成札を使用していたが、豊田電車区（現・豊田車両センター）への移籍時に10両単独編成は黄緑地白文字の編成札に交換した。
1985年には分割編成のパンタグラフが高尾以西の狭小限界トンネルに対応した折りたたみ高さの低いPS24形に換装され、大月駅への乗り入れが1985年10月から臨時列車として、国鉄末期の1986年11月1日のダイヤ改正より定期列車として開始された。当初は高尾駅で分割併合の上で基本6両編成のみが大月に乗り入れていたが、後年になって高尾駅での分割併合は行われなくなっている。
JR化後の1988年12月1日のダイヤ改正により、青梅線の青梅駅まで乗り入れる「青梅特快」が設定され、従来の高尾方面の特別快速が「中央特快」となった。1990年3月10日のダイヤ改正では、大月から富士急行に乗り入れ、河口湖駅までの直通運転が開始された。1993年4月10日のダイヤ改正より、朝ラッシュ時に途中の国分寺 - 新宿間をノンストップで運転する「通勤特快」が新設された。
1996年3月16日のダイヤ改正で八高線の八王子 - 高麗川間が電化され、中央線快速の201系による拝島 - 高麗川間への直通運転が開始された。ラッシュ時に東京 - 拝島間で五日市線直通列車と併結し、拝島での分割併合により付属編成が高麗川へ乗り入れた。
1997年10月12日に発生した大月駅列車衝突事故では、大月駅を通過中の特急「スーパーあずさ」13号（E351系）に入換中の201系6両編成が衝突し、両方の車両が脱線した。201系はクハ200-116が復旧まで長期間使用できなくなり、車両不足を補うため三鷹電車区の中央・総武緩行線用201系の1編成が武蔵小金井電車区に貸し出され、オレンジに塗装変更の上で使用されていた。
2004年3月13日のダイヤ改正より、武蔵小金井電車区の201系が豊田電車区に移管され、中央線快速の201系の配置は青梅・五日市線用も含めて豊田電車区に集約された。豊田電車区は2007年に豊田車両センターに改称されている。
2004年12月から2005年3月までにドアステッカー下部に「ひらくドアにちゅうい」ステッカーが貼付された。
中央線快速運用では東京都から山梨県にまたがる長距離高速運転や抑速ブレーキなしで小仏峠を超える運用も多く、累積走行キロの伸びや機器などの老朽化が進むとともに、電機子チョッパ制御の保守部品の調達も困難になった。中央快速線では2006年（平成18年）よりE233系が投入されることになり、同年12月26日よりE233系の営業運転が開始された。これに伴って運用を離脱した201系は、主に中央本線・篠ノ井線経由で編成単位の自力回送により長野総合車両センターへの廃車回送が行われた。
201系は付属4両編成が東京方なのに対し、E233系は高尾方に組成された。2007年3月18日のダイヤ改正によるE233系の分割運用の開始に伴い、共通運用となる201系の分割編成の一部で付属編成を高尾方とする編成替えが行われ、H編成7本を6+4から4+6に組み替えた。これらの編成は、3月下旬までにH1編成を除いて編成番号が振り直された。
組替対象外のH編成はダイヤ改正をもって分割不可能編成となり、3月下旬までにT編成に編入された。貫通編成の編成番号も順次改称され、大半の編成が元の番号+100とされた（例・T1→T101）。
10両貫通のT32（クハ201-58以下10両）・T130（クハ201-56以下10両）の2編成は、京葉線への転用により京葉車両センターへ転出した。
T110「2代目」編成（クハ201-117以下10両）は、2007年8月末に一旦長野へ回送後、翌9月1日の全国新作花火競技大会での臨時列車に使用され、豊田へ戻らずに廃車回送された。T116編成（クハ201-54以下10両）は、サハ201-55を抜いた9両編成で2007年9月に廃車回送され、抜かれたサハ201-55は209系サハ209-901・113系モハ113-1085とともに脱線試験に使用された。
2007年11月に回送されたT133編成（クハ201-60以下10両）は、故障を起こした2両（モハ201-141+モハ200-141）が青70編成（クハ201-152以下6両）とともに先に回送され、残る8両は後日回送された。
2008年1月17日のT112編成の廃車回送をもって、中央快速線の10両貫通編成が消滅した。H1編成（クハ201-1以下10両）は運用離脱後に組替え、2008年1月31日にトップナンバーを含まない6両編成で廃車回送された。2008年6月19日、H1編成で残った4両のうちクハ201-1を除く3両が、青梅・五日市線用編成で最後まで残った青3編成に組み込まれ、7両編成で廃車回送された。
三鷹駅 - 立川駅間の連続立体化工事中は、武蔵小金井駅でのホームでの折返しが不可能になったため、一時的に運用本数を増やす必要が生じた。これに伴う予備車を確保するため、E233系の投入完了後もH4（クハ201-107以下10両）・H7（クハ201-128以下10両）の2編成が残存した。両編成とも6+4の10両編成であるが、分割せずに10両固定運用で使用された。
JR東日本八王子支社では、2010年2月1日を「201系の日」とし、同日より「中央線201系・愛されて30年」キャンペーンが開催された。キャンペーンは同年3月31日まで展開され、期間中は残存するH4・H7編成の先頭部に「愛されて30年」の記念ヘッドシールが貼り付けられた。
残存編成も工事が終了する2009年秋に中央線での営業運転を終了する予定であると東京新聞で報道されていたが、最終的に2010年6月20日にH4編成が、10月17日にH7編成が、それぞれ長野総合車両センターへの廃車回送を兼ねて中央本線豊田発篠ノ井線松本行きのさよなら運転を行い、本系列の運用を終了した。
|                         |          | ← 東京青梅・高尾・大月 → |               |              |               |               |               |              |               |              |               |
| 10両貫通編成 （T編成）  | 号車     | 1                        | 2             | 3            | 4             | 5             | 6             | 7            | 8             | 9            | 10            |
| 10両貫通編成 （T編成）  | 形式     | クハ201 (Tc)             | ◇ モハ201 (M) | モハ200 (M') | サハ201 (T)   | ◇ モハ201 (M) | モハ200 (M')  | サハ201 (T)  | ◇ モハ201 (M) | モハ200 (M') | クハ200 (Tc') |
| 10両貫通編成 （T編成）  | 搭載機器 | BT                       | CHOP          | MG,CP        |               | CHOP          | MG,CP         |              | CHOP          | MG,CP        | BT            |
| 10両貫通編成 （T編成）  | 車両重量 | 32.6 t                   | 41.7 t        | 41.5 t       | 30.6 t        | 41.7 t        | 41.5 t        | 30.6 t       | 41.7 t        | 41.5 t       | 32.6 t        |
| 4+6両分割編成 （H編成） | 号車     | 1                        | 2             | 3            | 4             | 5             | 6             | 7            | 8             | 9            | 10            |
| 4+6両分割編成 （H編成） | 形式     | クハ201 (Tc)             | ◇ モハ201 (M) | モハ200 (M') | クハ200 (Tc') | クハ201 (Tc)  | ◇ モハ201 (M) | モハ200 (M') | ◇ モハ201 (M) | モハ200 (M') | クハ200 (Tc') |
| 4+6両分割編成 （H編成） | 搭載機器 | BT                       | CHOP          | MG,CP        | BT            | BT            | CHOP          | MG,CP        | CHOP          | MG,CP        | BT            |

- CHOP：チョッパ制御装置、MG：電動発電機（ブラシレスMG）、CP：空気圧縮機、BT：蓄電池
- T編成のパンタグラフは後年に一部を除いてシングルアーム式に換装されている。
- 一部のH編成8号車では霜取り用のパンタグラフが増設されている。
- 車両重量は量産車が落成した時点もので、その後の増備車では仕様変更により重量が変更されている。量産車でも後年の改造などにより変更されている場合もある。

|      | ← 東京青梅・高尾・大月 → |               |              |               |              |               |              |               |              |               |
| 号車 | 1                        | 2             | 3            | 4             | 5            | 6             | 7            | 8             | 9            | 10            |
| 形式 | クハ201 (Tc)             | ◇ モハ201 (M) | モハ200 (M') | ◇ モハ201 (M) | モハ200 (M') | クハ200 (Tc') | クハ201 (Tc) | ◇ モハ201 (M) | モハ200 (M') | クハ200 (Tc') |

##### 松本地区への貸し出し

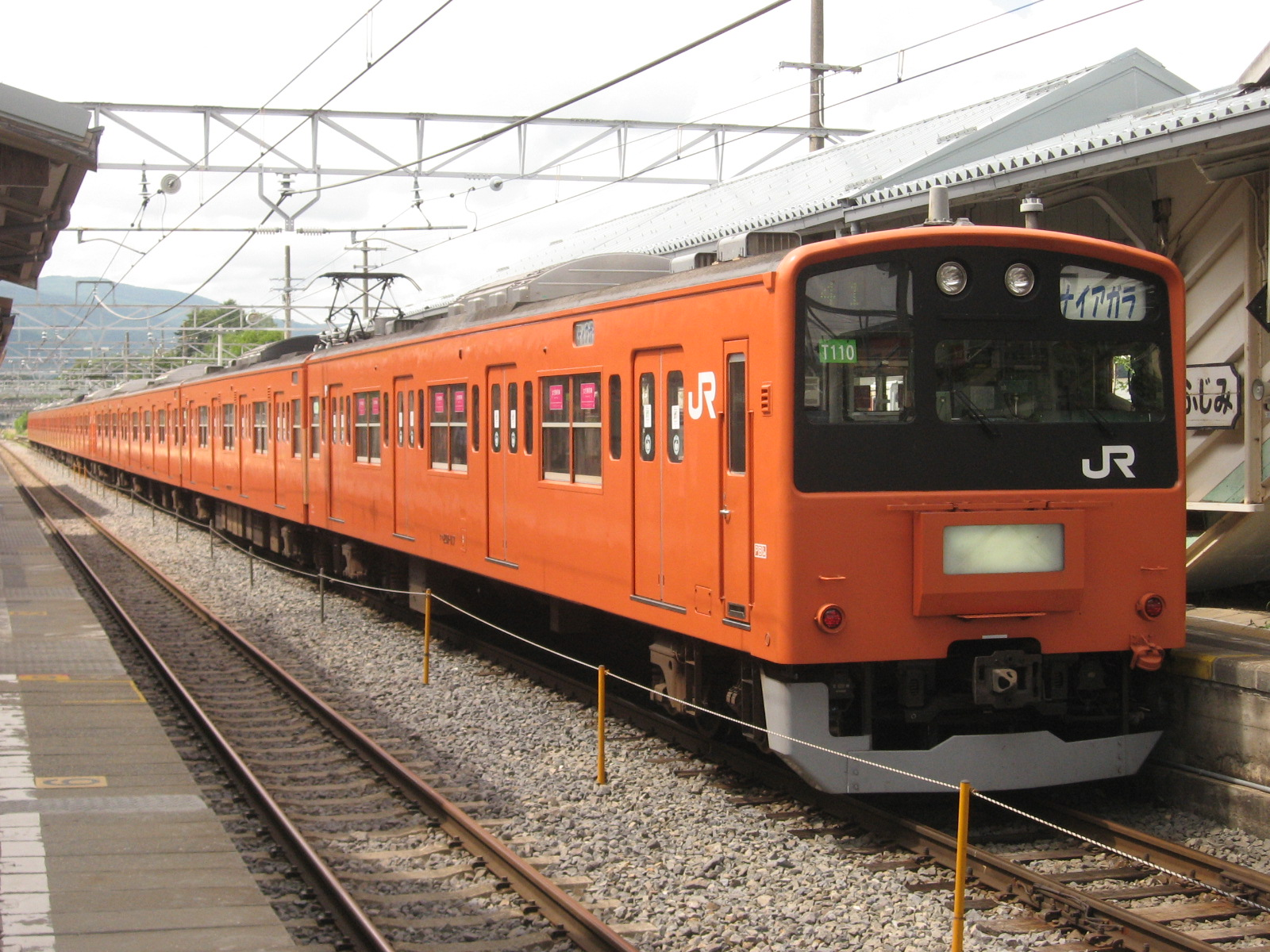
2代目T110編成
廃車回送を兼ねた最後の貸し出し

毎年上諏訪駅近くの諏訪湖畔で開催される花火大会（8月15日の諏訪湖祭湖上花火大会と9月初旬の全国新作花火競技大会）の観客輸送の応援用として、豊田車両センター所属のH編成（T編成）2本（20両）が松本地区に貸し出され、中央本線小淵沢駅 - 塩尻駅 - 篠ノ井線明科駅間で臨時列車（一部は定期列車の運用変更）として運行されていた。
- ホーム長と小淵沢・松本方面の双方に列車を走らせる関係上、送り込みを兼ねた小淵沢始発上諏訪行の快速以外は6両と4両に分けて運用される。
- 当地区ではトイレを設置していない電車が少ないため、時刻表にも「通勤電車・トイレなし」の表記がされる。
  - 通勤電車特有の利点（4ドアで詰め込みの利くロングシートなど）から、4両でも115系6両編成を使用した時以上の混雑緩和の効果が確認されている。

2007年には、本系列最後の貸し出しが実施された。
- 従来と異なったのは8月15日（諏訪湖祭湖上花火大会）・9月1日（全国新作花火競技大会）とも甲府発着の臨時快速が設定されたことで、本系列が甲府駅 - 小淵沢駅間で営業運転に使用された。貸し出し最終日の9月1日は2本が使用された。
- 貸し出し編成は、H編成ではなく3月18日のダイヤ改正（後述）でT編成に編入された「旧H編成」の2代目T110編成とT118編成である。
  - 2代目T110編成は、8月30日に一旦長野総合車両センターに回送された時点で方向幕の空きコマにカッティングシートを使用して運用に必要な表示（上諏訪・スターマイン・ナイアガラ）を追加（この時種別表示幕は文字なしの白1色）し、運用当日に日野春まで回送後小淵沢から臨時快速で営業を開始し、臨時列車と定期列車で運用され終了後に長野へ廃車回送された。
  - T118編成は豊田電車区から直接送り込まれたが、方向幕の空きコマへの運用に必要な表示追加は未施工。

#### 中央・総武緩行線
中央・総武緩行線に投入された201系は、国鉄時代当時の中野電車区に配置され、1982年（昭和57年）8月14日から営業運転を開始した。車体色はカナリアイエロー（黄5号）となった。10両編成として使用されていたが、検修設備の関係から6両+4両の分割編成が配置された。
1982年11月から1983年3月にかけて、中央線快速用の201系貫通10両編成6本が三鷹電車区に投入され、これにより三鷹電車区より転出した分割可能編成の一部が中野電車区に転属し、中央・総武緩行線に転用された。転属当初はオレンジのままで、塗装変更までは「総武・中央線各駅停車」と書かれた誤乗防止ステッカーが貼られて運用された。
1986年3月3日のダイヤ改正による車両基地の統合により、三鷹電車区の中央線快速用車両が武蔵小金井電車区に転属し、中野電車区の中央・総武緩行線用車両が三鷹電車区に全車転属した。これにより中野電車区は車両の配置がなくなっている。試作車の10両は、三鷹電車区所属のまま快速線から緩行線に転用された。
10両編成（6両+4両）19本（190両）の新製投入のほか、中央快速線からの転属車10両編成（6両+4両）3本（30両、試作車を含む）を加えた最大10両編成（6両+4両）22本（220両）が配置されていた。JR東日本化後の1988年12月5日に発生した東中野駅列車追突事故では、東中野駅に停車中の103系10両編成に201系10両編成が追突し、追突した201系は最後尾のクハ201-3を除く9両が廃車となった。前述したが、ATS-Pの使用開始後、900番台（試作車）は量産車編成の中間に組み込まれ、営業線では先頭に立たなくなった。
2000年（平成12年）以降、三鷹電車区へのE231系0番台の投入に伴い、置き換えが進められ2001年（平成13年）11月をもって中央・総武緩行線からは引退した。なお、最終的に残っていた10両編成（6+4両編成）19本（190両）は120両が青梅・五日市線用として転用され、残り（試作車を含む）は京葉線に転用された。
東中野事故で唯一残存したクハ201-3はその後も三鷹電車区に留置され、最後まで残ったカナリアイエローの201系となっていたが、2005年12月に大宮総合車両センターへ廃車回送され、同年12月22日付で廃車となった。
|          | ← 千葉三鷹 → |               |              |               |              |               |              |               |              |               |
| 号車     | 1            | 2             | 3            | 4             | 5            | 6             | 7            | 8             | 9            | 10            |
| 形式     | クハ201 (Tc) | ◇ モハ201 (M) | モハ200 (M') | クハ200 (Tc') | クハ201 (Tc) | ◇ モハ201 (M) | モハ200 (M') | ◇ モハ201 (M) | モハ200 (M') | クハ200 (Tc') |
| 搭載機器 | BT           | CHOP          | MG,CP        | BT            | BT           | CHOP          | MG,CP        | CHOP          | MG,CP        | BT            |

#### 武蔵野線
武蔵野線での201系の運用は1986年3月3日のダイヤ改正より開始され、豊田電車区に配置された6両編成3本が転用投入された。塗装はオレンジバーミリオンである。このダイヤ改正では武蔵野線と青梅・五日市線の6両編成が共通運用とされており、その日の運用により201系も両線に乗り入れていた。
JR化後の1988年12月1日のダイヤ改正により、京葉線の新木場 - 南船橋・西船橋間が開業し、武蔵野線の車両が西船橋から京葉線の新木場・南船橋まで乗り入れるようになった。京葉線では保安装置にATS-PがJRで初めて本格採用されており、武蔵野線用の201系にもATS-Pが順次設置されている。このダイヤ改正では中央線快速の増発も行われ、武蔵野線の201系3編成のうち1編成が中央線快速に復帰している。
1990年3月10日のダイヤ改正では京葉線の東京 - 蘇我間が全通し、武蔵野線用の201系も東京まで乗り入れるようになった。
1996年12月のダイヤ改正で武蔵野線が全編成8両編成となることに伴い、201系は転属のため1996年10月20日をもって武蔵野線から撤退した。

#### 青梅・五日市線

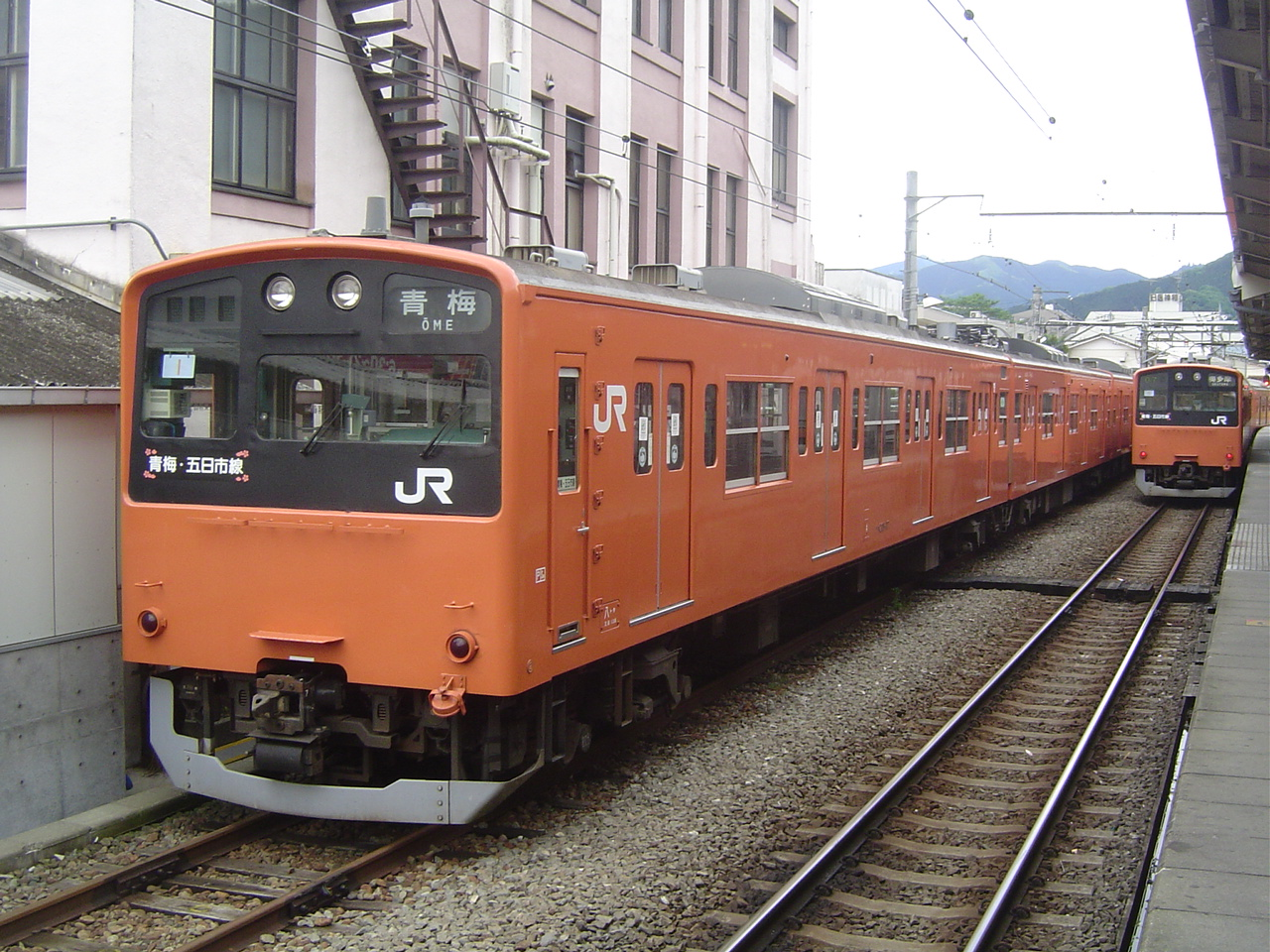
青梅・五日市線用車両

青梅線・五日市線では201系による中央線快速からの直通列車が運行されたほか、武蔵野線との共通運用等により線内運用の一部に201系が充当されていた。青梅・五日市線内用としては2000年より中央・総武緩行線の201系が転入し、E233系に置き換えられる2008年まで運用された。中央線快速より直通の201系も2010年の運用終了まで乗り入れていた。
1986年3月3日のダイヤ改正より、豊田電車区の6両編成が青梅・五日市線と武蔵野線の共通運用となり、中央線快速から武蔵野線に転用された201系も青梅・五日市線の運用に入った。1996年の武蔵野線の全列車8両編成化と中央・総武緩行線への転用により6両編成は撤退したが、武蔵小金井電車区のクハ201-134を含む4両編成が青梅線の青梅 - 奥多摩間の一部運用に投入された。
中央・総武緩行線で運用されていた201系はE231系の投入に伴い撤退し、京葉線への転用のほか青梅・五日市線用103系の置き換えに転用された。軽装車を含めて中央線快速と同じ豊田電車区に配置され、塗色もカナリアイエロー（黄5号）からオレンジバーミリオンに変更された。
車体塗装はオレンジバーミリオンとなり、助士席側と乗務員室出入口の窓下に「青梅・五日市線」と表記したステッカーが貼り付けられ、中央線快速の編成と識別された。転入時に編成組換を行い、総武線時代の基本編成の電動車1ユニットを付属編成側に入れ換え、基本6両編成と付属4両編成の組成順序を逆にした。青梅線青梅駅 - 奥多摩駅間は地上設備（ホーム有効長）の制約から、各駅停車の運用は付属4両編成に限られる。
大型列車種別表示器は装備されず、列車選別装置・停車駅誤通過防止装置は未装備となった。パンタグラフが小断面トンネル通過に対応していないため、高尾以西は走行不可である。車内扉横の座席には、防寒用の風除けが設置された。
付属編成の各乗降扉には、軍畑駅（左側のみ）・川井駅（右側のみ）・奥多摩駅では電車とホームの間が広く開いている旨を表記するステッカーが貼付られた。一部の6両基本編成では、武蔵五日市駅での折り返し長時間停車時に虫の侵入を防止する観点から、6号車の蛍光灯が青白いタイプのもの（昼光色）に交換された。
編成略号は「青○○編成」と呼称される。編成札は数字のみの表記であり、「60」から「69」が青色に白のゴナに近い字体（武蔵野線でも同様）、「70」から「72」が水色に赤の丸みを帯びた字体（H・T編成のものに近い）である（いずれも立川寄り6両固定編成において）。
クハ201-134を含む4両編成は、武蔵小金井電車区から豊田電車区に転属し同区の訓練車となったが、2001年に展望電車「四季彩」に改造された。
E233系の投入に伴う青梅線・五日市線用201系の置き換えは、2007年11月から2008年3月までに行われたが、4両編成の置き換えは2008年2月19日に一斉に行われた。展望型電車「四季彩」はその後も残存したが、2009年6月28日をもって青梅線での定期運用を終了した。
長野総合車両センターへの廃車回送は当初の青66（クハ201-144以下6両）・青69（クハ201-150以下6両）・青70（クハ201-154以下6両）の3編成は、EF64形の牽引による上越線経由での配給回送が行われたが、2007年12月27日に廃車回送された青61編成以降では、中央本線高尾以西の小断面トンネル通過対策として回送前にパンタグラフをシングルアーム式に換装して自走での回送が実施されている。最後まで残った青3編成は、中央快速線のH1編成のうち3両を組み込んだ7両編成で2008年6月19日に廃車回送された。
|         |      | ← 立川・拝島武蔵五日市・奥多摩 → |               |              |               |              |               |
| 6両編成 | 号車 | 1                                | 2             | 3            | 4             | 5            | 6             |
| 6両編成 | 形式 | クハ201 (Tc)                     | ◇ モハ201 (M) | モハ200 (M') | ◇ モハ201 (M) | モハ200 (M') | クハ200 (Tc') |
| 4両編成 | 号車 | 1                                | 2             | 3            | 4             |              |               |
| 4両編成 | 形式 | クハ201 (Tc)                     | ◇ モハ201 (M) | モハ200 (M') | クハ200 (Tc') |              |               |

#### 京葉線

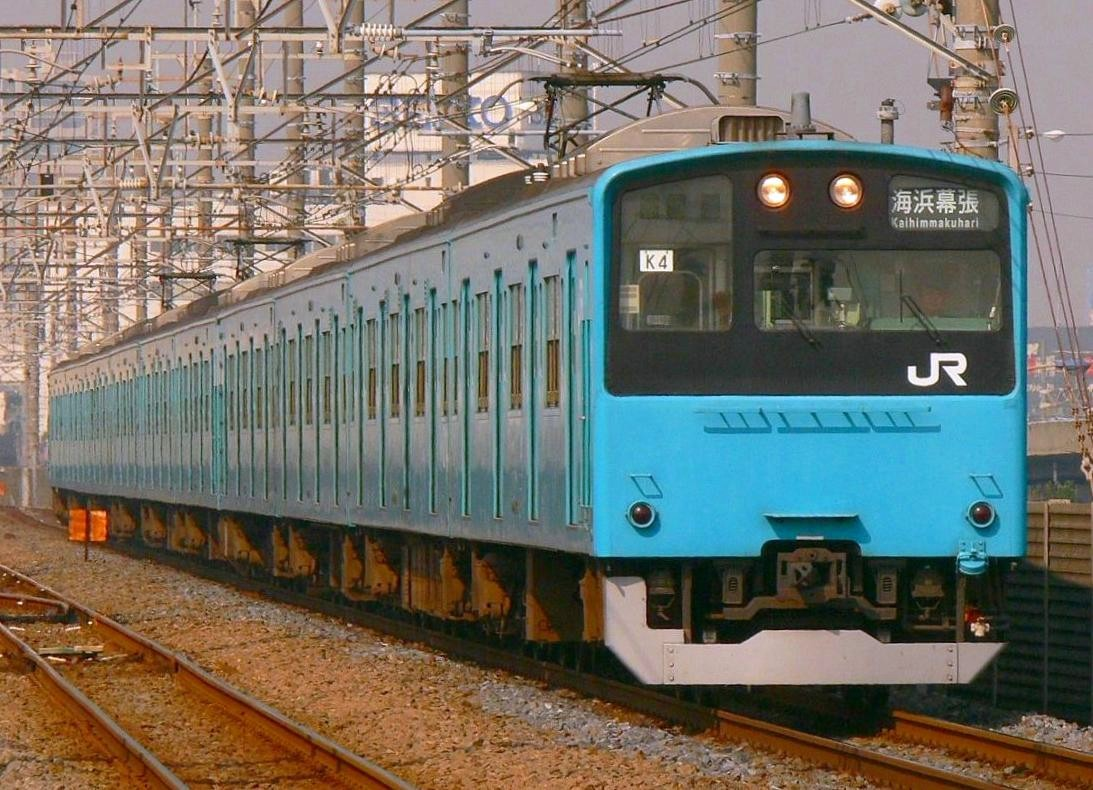
京葉線用スカイブルー塗装

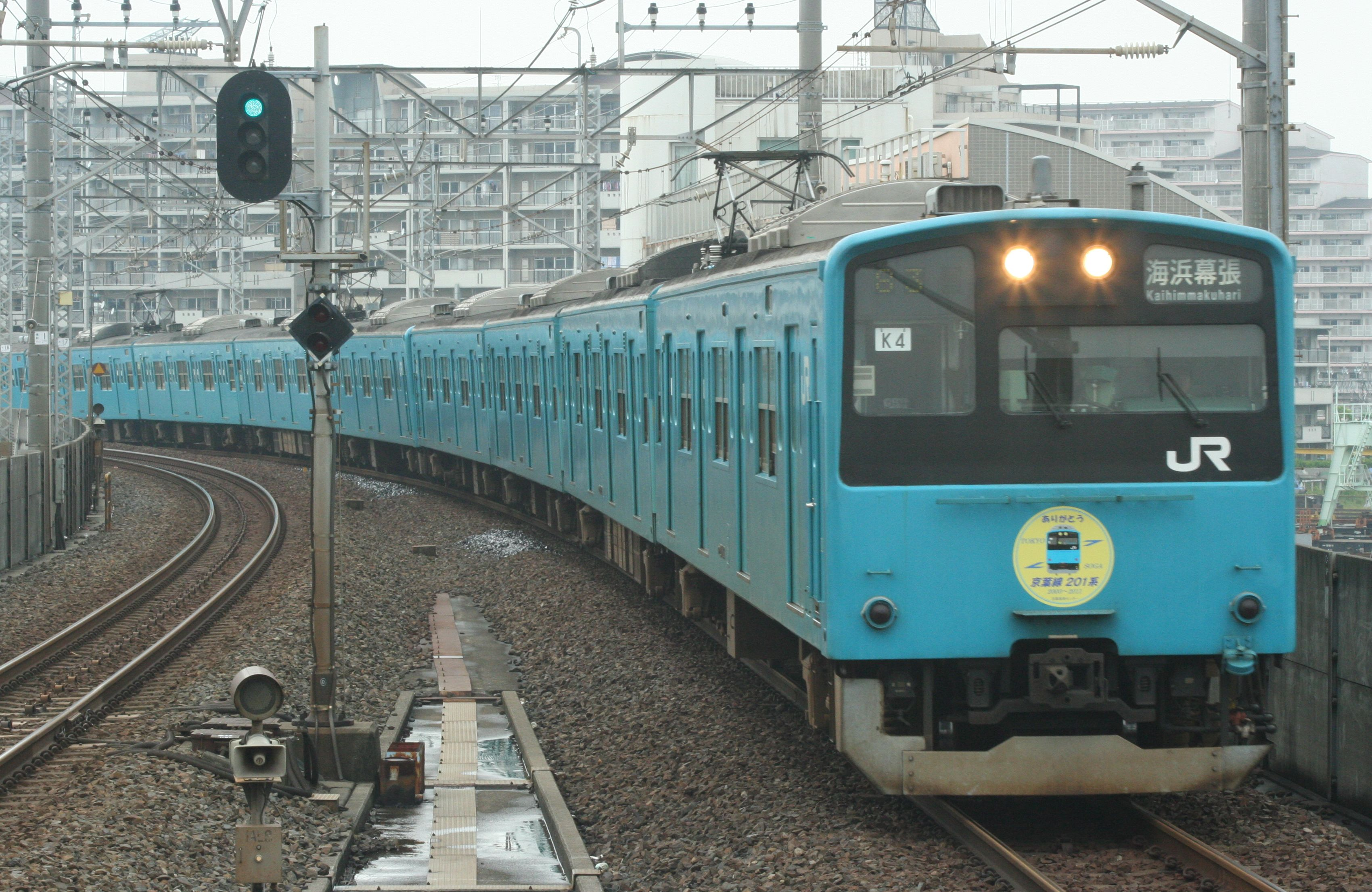
ヘッドマークを掲出したK4編成
（2011年6月11日 潮見駅）

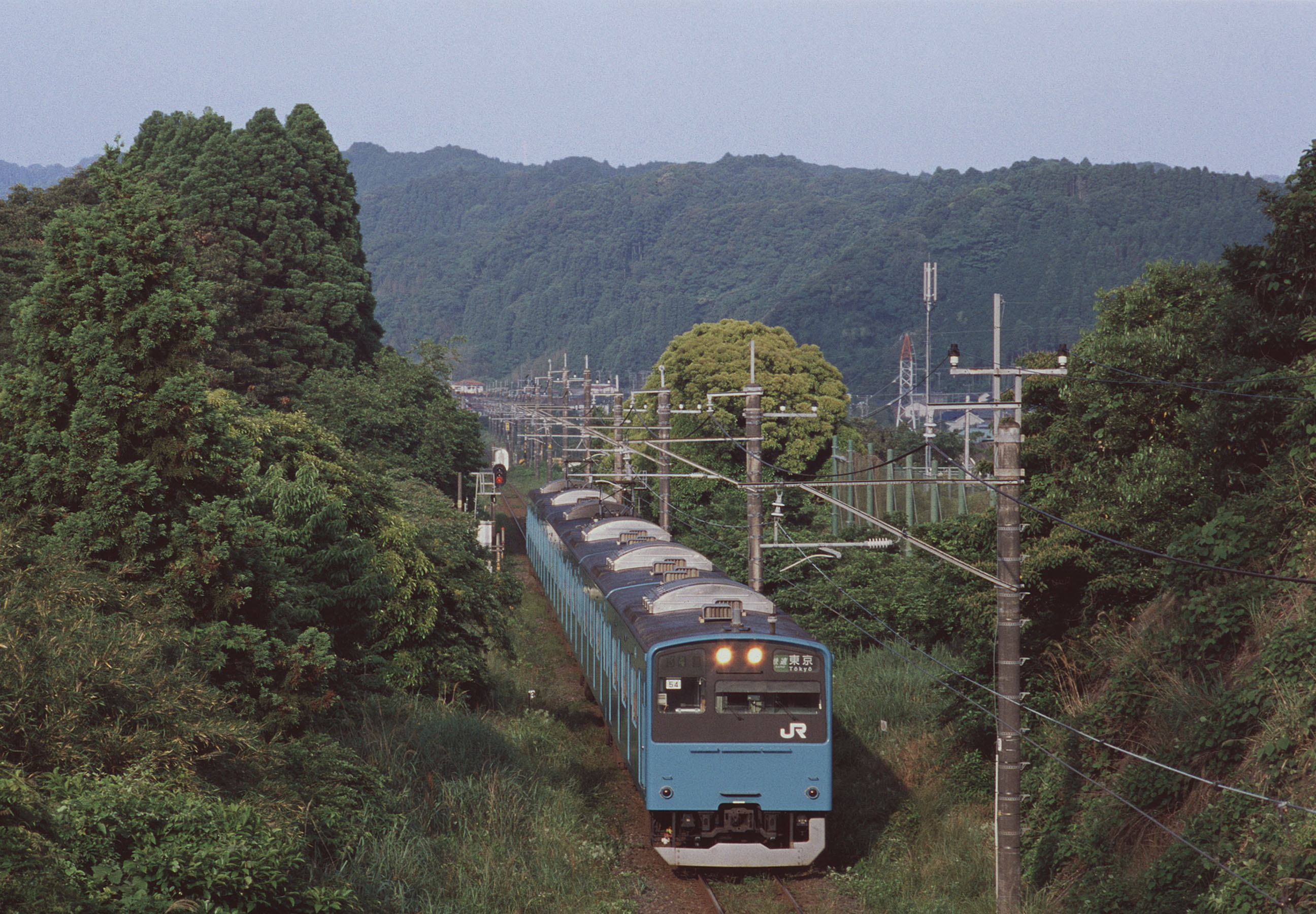
外房線御宿－浪花間を走行中の上り東京行き
（2010年6月6日）

京葉線用として京葉車両センターに配置された編成は、青梅・五日市線内運用編成と同様に中央・総武緩行線で使用されていた車両で、同時期転入の205系とともに京葉線の103系を置き換えた。2000年8月27日から運用を開始した。
塗色はカナリアイエロー（黄5号）からスカイブルー（青22号）に変更され、先頭車は停車駅通過防止装置を京葉線仕様に交換、運転台横に大型時刻表差しの取付が行われた。車内非常通報用ボタンは丸型から角型へ変更、尾灯はLED化、運行番号表示器と側灯もLED化（一部除く）されている。
先頭車正面の方向幕は、転入時は白地・黒文字となっていた（山手線からの205系転入車も同様）。これは幕を発注する際に「103系と同じ幕を作ってほしい」というJR東日本側の意図を製作会社が「内容が同じ」ではなく「意匠が同じ」と取り違え、白地・黒文字のものを製造したためである。その後、2005年秋頃から順次黒地・白文字に交換すると共に側面も上部に「京葉線」を表記するものに交換し、フォントも新しくなった。
2000年から2001年にかけて転入した10両編成7本は中間に先頭車が挟まった4両+6両で構成されていた。そのうち4本（K1 - K4 + 51 - 54編成）は自動解結装置を取り付けて4両+6両に分割併合を行う運用に、残り3本（71 - 73編成）は同装置を取り付けず分割併合がない運用に投入された。72・73編成は中間に試作車（900番台）を組み込んでいた。分割併合編成は基本編成が外房線の勝浦まで、付属編成が東金線の成東まで乗り入れ、外房線の誉田駅で分割併合が行われた。
山手線からの205系転入に伴い、201系の試作車900番台10両が老朽化により2005年10月に運用を離脱し、同年11月2日付で廃車となった。クハ201-902・モハ201-903は2005年10月14日に大宮総合車両センターで「地震での脱線想定負傷者救出訓練」に使用された。900番台と組んでいた72・73編成の量産車は1編成に統合され、72編成（クハ201-104以下10両）となった。
2007年2月 - 3月には中央線快速で使用されていた10両貫通編成2編成が転入した。これは、武蔵野線直通列車の増発ならびに埼京線用205系の踏切事故による不足補充分として京葉線205系2編成が転用されたためである。編成番号はトタT32編成（クハ201-58以下10両）・トタT130編成（クハ201-56以下10両）がそれぞれ70編成・74編成となった。
塗装はオレンジからスカイブルーに変更され、前面の種別表示器は撤去された。編成は分割編成のクハの組成位置に合わせて変更が行われ、サハ201形2両連続で連結された。非常通報装置の取付は行われていない。パンタグラフは中央線快速時代と同じシングルアームのPS35C形である。
京浜東北・根岸線へのE233系1000番台投入により捻出された209系500番台の転入に伴い、2008年12月4日に74編成（元・中央快速線T130編成）が、12月11日に70編成（元・中央快速線T32編成）が新習志野から長野総合車両センターへ廃車回送された。これにより201系の10両貫通編成が消滅し、JR東日本のサハ201形は消滅となった。
71・72編成はパンタグラフがシングルアーム式のPS35C形に換装され、2009年1月22日に71編成（クハ201-7以下10両）が新習志野から武蔵野線・中央本線経由で、2009年2月5日に72編成（クハ201-36以下10両）が疎開回送先の幕張車両センターから総武本線・中央本線経由で廃車回送された。これにより201系の分割非対応編成の置き換えが完了した。
なお、廃車に先立つ2008年6月に、K1+51編成のクハ201-37・クハ200-36と72編成のクハ201-103・クハ200-104が入れ替えられ、旧72編成が新K1+51編成（クハ201-104以下10両）に、旧K1+51編成が新72編成となった。この編成替えで比較的古い車両が中心となった新72編成が廃車回送されている。JR東日本の201系は、廃車まで新製時の編成を崩さなかったものが多く、この様な組換えは珍しい。
連結・切り離しが関係する運用の置き換えは209系500番台で行えず、残存する4編成（K1 - K4 + 51 - 54編成）にはデジタル無線装置が2008年に搭載された。
2011年からはE233系5000番台が京葉線に導入され、分割編成が営業を開始した同年3月以降、京葉線に残っていた4編成の廃車が始まった。K3+53編成（クハ201-111以下10両）が4月5日、K2+52編成（クハ201-109以下10両）が4月26日、K1+51編成（クハ201-104以下10両）が5月17日に長野総合車両センターへそれぞれ廃車回送された。
同年6月時点での残存車は、6両編成1本（54編成、クハ201-114以下6両）と4両編成1本（K4、クハ201-113以下4両）の併結による10両編成1本となった。同年6月10日から同月20日までヘッドマークを掲出して運行され、同月20日の81運用で定期営業運転を終了し、JR東日本での201系の営業運転が終了した。同23日に長野総合車両センターへ廃車回送された。
|                      |          | ← 上総一ノ宮・成東・蘇我東京 → |               |               |                 |              |               |              |               |              |               |                                                        |
| 4+6両 分割編成       | 号車     | 10                             | 9             | 8             | 7               | 6            | 5             | 4            | 3             | 2            | 1             | 備考                                                   |
| 4+6両 分割編成       | 形式     | クハ201 (Tc)                   | ◇ モハ201 (M) | モハ200 (M')  | クハ200 (Tc')   | クハ201 (Tc) | ◇ モハ201 (M) | モハ200 (M') | ◇ モハ201 (M) | モハ200 (M') | クハ200 (Tc') | K1 - K4編成+K51 - K54編成 71編成・試作車廃車後の72編成 |
| 4+6両 試作車組込編成 | 形式     | クハ201 (Tc)                   | サハ201 (T)   | ◇ モハ201 (M) | クモハ200 (Mc') | クハ201 (Tc) | ◇ モハ201 (M) | モハ200 (M') | ◇ モハ201 (M) | モハ200 (M') | クハ200 (Tc') | 試作車（太字）の組み込まれていた72・73編成             |
| 4+6両 試作車組込編成 | 車両番号 | 103 104                        | 901 902       | 902 904       | 901 902         | 901 902      | 213 903       | 213 902      | 214 215       | 214 215      | 103 104       | 試作車（太字）の組み込まれていた72・73編成             |
| 10両貫通編成         | 形式     | クハ201 (Tc)                   | ◇ モハ201 (M) | モハ200 (M')  | サハ201 (T)     | サハ201 (T)  | ◇ モハ201 (M) | モハ200 (M') | ◇ モハ201 (M) | モハ200 (M') | クハ200 (Tc') | 中央線快速用から転用された70・74編成                   |
| 10両貫通編成         | 車両番号 | 58 56                          | 133 127       | 133 127       | 63 59           | 64 60        | 134 128       | 134 128      | 135 129       | 135 129      | 58 56         | 中央線快速用から転用された70・74編成                   |

### 西日本地区（JR西日本）

#### 京阪神緩行線
関西初の201系の投入線区は東海道・山陽本線の緩行線（京阪神緩行線）となり、国鉄時代の1983年2月21日から京都駅 - 西明石駅間で営業運転を開始した。編成は103系と同じ7両編成で、車体塗装色はスカイブルー（青22号）となった。
昭和56年度第3次債務で56両（7両編成8本）、昭和57年度本予算で14両（7両編成2本）の計10編成70両は高槻電車区に、昭和57年度第1次債務で42両（7両編成6本）、昭和57年度第4次債務で42両（7両編成6本）、昭和58年度本予算で7両（7両編成1本）の計13編成91両が明石電車区に、昭和58年度第2次債務で63両（7両編成9本）は明石電車区に配置され、32編成224両の陣容となった。201系の投入により余剰となった103系は他区所に転属し、101系など老朽車両の置き換えがなされた。
1985年3月14日ダイヤ改正では運用区間を草津駅 - 加古川駅間に拡大するとともに、昼間の普通列車の運転区間を京都駅までから高槻駅までに短縮し、快速列車が高槻駅 - 京都駅間で各駅停車となった。これにより、昼間の普通列車は増備車を導入せずにすべて201系で運行されるようになった。
1986年3月3日のダイヤ改正では、高槻電車区の201系が明石電車区に転属し、京阪神地区の201系は明石電車区に集中配置されることになった。1986年11月1日のダイヤ改正では、京都駅・高槻駅 - 西明石駅・加古川駅間の直通系統に加えて甲子園口駅と吹田駅で折り返す系統を運行する「串刺しダイヤ」が解消され、日中の高槻駅 - 神戸駅間が増発された。この時の増備車は201系ではなく、205系の7両編成4本となった。
JR西日本発足以来、明石電車区所属の103系・205系とともに東海道・山陽本線の各駅停車で運用されていたが、1994年3月1日ダイヤ改正から207系1000番台（吹田工場高槻派出所所属）が運用を開始し、103系を完全に置き換えた。これによる本系列の廃車は発生していないが、103系の運用を持ち替える形で湖西線系統（京都駅・山科駅 - 堅田駅間）での運用が追加された。
1996年7月20日のダイヤ改正では、日中の神戸駅折返し列車が須磨駅発着に延長された。1997年3月7日のダイヤ改正ではJR東西線が開業した。東西線関連を中心に207系が運用を拡大し、201系・205系は日中は高槻駅 - 須磨駅間の運用となった。
1997年9月1日ダイヤ改正でJR宝塚線新三田駅発着系統と京都線が一体化し、201系も新三田駅まで乗り入れを開始した。1998年10月3日のダイヤ改正では、日中の須磨駅折返し列車がすべて西明石駅発着に統一され、時間帯により大久保駅で折り返す列車も設定された。
2000年4月1日付の組織改編に伴い、鷹取工場と網干電車区が統合されて網干総合車両所となり、明石電車区の検修部門も網干総合車両所明石支所となった。
2000年4月28日より、夜間の湖西線の混雑緩和策として、113系4両編成で運転されていた京都 - 永原間1往復で平日のみ201系（ほか205系・207系）の投入が行われた。201系による永原乗り入れは同年9月22日まで行われ、9月23日のダイヤ修正以降は113系4両編成2本併結の8両編成により運転された。

2001年7月1日に和田岬線が電化され、明石支所に103系の6両編成が投入されたが、1編成しかないため検査時等は201系・207系による代走が行われるようになった。201系が代走に入る場合、7両編成からサハ201形を外した6両編成で運用されていた。
弱冷車サボ受けが全車の片側2か所に設置された。施工時期によってビス止めタイプと溶接タイプがあったが、転属に前後して撤去され、2002年以降には雨水の侵入により屋根の腐食の原因となる屋根上のベンチレーター（通風器）の撤去がC4編成（クハ201-64以下7連）から順次行われ、2005年以降は体質改善工事施工車に限り同時施工された。
2003年11月からは、大阪環状線などの103系体質改善40N工事車に倣った「体質改善工事」(30N)が開始された（詳細は#体質改善工事を参照）。
また体質改善工事施行前から、側面方向幕を国鉄形式の白地黒文字からJR形式の黒地白文字のものに交換した車両もある。交換は編成単位ではなく、編成内で幕が違うものも見られた。前面方向幕の「高槻」のローマ字表記は、ほとんどが「TAKATSUKI」（ヘボン式）だが、一部の車両では「TAKATUKI」（訓令式）も存在した。
2004年3月13日ダイヤ改正時点では、東海道・山陽本線の西明石駅 - 京都駅間を主体に運用されており、201系と205系、207系試作車と共通運用とされた。加古川駅へは平日朝ラッシュの3往復、草津駅への乗り入れは1往復（平日朝夕ラッシュ）のみが乗り入れた。福知山線では朝晩のみ尼崎駅 - 新三田駅間で運用され、大阪駅発着列車は東西線開通前と同じく外側線経由で塚本駅を通過していた。湖西線へは平日朝ラッシュのみ1往復が堅田駅まで乗り入れた。
2004年6月1日、網干総合車両所明石支所は網干総合車両所明石品質管理センターに改称された。
2005年12月1日から2006年12月にかけて321系が273両（7両編成39本）投入されたため、2007年3月18日のダイヤ改正をもって定期運用を離脱し、大阪環状線と関西本線（大和路線）に転用された。
|          | ← 草津・京都西明石・加古川 → |               |              |             |               |              |               |
| 号車     | 7                            | 6             | 5            | 4           | 3             | 2            | 1             |
| 形式     | クハ201 (Tc)                 | ◇ モハ201 (M) | モハ200 (M') | サハ201 (T) | ◇ モハ201 (M) | モハ200 (M') | クハ200 (Tc') |
| 搭載機器 | BT                           | CHOP          | MG,CP        |             | CHOP          | MG,CP        | BT            |

##### 阪神・淡路大震災時の組成変更
1995年1月17日に発生した兵庫県南部地震（阪神・淡路大震災）によって、東海道・山陽本線の大阪駅 - 姫路駅間が不通、山陽新幹線や並行私鉄も甚大な被害を受けた。発生翌日から徐々に復旧区間を伸ばしていき、30日には他私鉄に先駆け、西側（姫路方面）からの神戸駅乗り入れ、2月20日には灘駅乗り入れを再開した。東側（大阪方面）は芦屋駅まで復旧されており、代行バスを利用した阪神地区直通需要や、振替輸送などによる乗客の相当数の増加が予想され、ラッシュ時における1列車あたりの輸送力を増加させるために編成組み換えを行った。
201系の7両編成8本を用意し、そのうち4編成から1両（サハ201形）を抜き取り6両編成に、残り4編成に抜き取ったサハ201形を組み込み8両編成とした。これによって6両編成4本、8両編成4本に組み替えられ、6両編成は2本連結した12両編成として運用することで輸送力の大幅な増加を図った。
2月20日の灘乗り入れ再開にあわせて、西側の灘 - 西明石間で201系による12両編成での運用を開始した。12両編成（6+6の編成・TcMM'MM'Tc'+TcMM'MM'Tc'）は本系列では最長となる。鷹取・塩屋・舞子・朝霧の各駅はホームの長さが8両分しかなかったが、朝ラッシュ時の上り列車に比べて下り列車は乗客が少ないため、12両編成化にあわせて上りホームのみ有効長延長が行われた。12両非対応ホームのある駅を通る下り列車では、快速運用にも投入された。
最後まで不通であった灘 - 住吉間も4月1日に復旧し、全線が開通した。201系の変則編成は3月31日運用終了後に解消され、元の7両編成（TcMM'TMM'Tc'）に復元された。

##### 321系投入に伴う転用
| 電車区 | 8両編成 | 6両編成 | 4両編成 | 3両編成 |
| ------ | ------- | ------- | ------- | ------- |
| 森ノ宮 | 29編成  | 4編成   | -       | -       |
| 奈良   | -       | 14編成  | 17編成  | -       |
| 日根野 | 1編成   | 11編成  | 24編成  | 1編成   |

321系の投入によって余剰となった201系224両（7両編成32本）は車齢が20年程度であったことから、車齢の高い103系のうち体質改善工事を施工していない車両の置き換え用として転用した。
201系転用前における103系在籍数を右に示す。転用候補先では7両編成は存在しないことから8・6・4両編成に組み替えるパターンも考案された。しかし、4両編成は通勤時間帯に2編成連結した8両での運用が存在し、制御方式の違いから103系と201系は併結できず、共通運用ができないことから、8両編成16本と6両編成2本を森ノ宮電車区に、6両編成14本を奈良電車区に転配する計画とした。

その後の計画変更により6両編成は奈良電車区に集約されることとなり、2007年度に車両転配が完了した。2017年10月1日時点で森ノ宮電車区に128両（8両編成16本）、奈良電車区に96両（6両編成16本）が配属されていた。

#### 大阪環状線
大阪環状線の103系8両編成を置き換える目的で、京阪神緩行線からの転用車が2005年12月から森ノ宮電車区に順次配属された。まずクハ201-62以下7連（旧C2編成）にサハ201-96（旧C28編成）を組み込んだ8両編成が、検査周期の都合からスカイブルー塗装のまま、2005年12月15日から営業運転を開始した。
続いて、オレンジバーミリオン（朱色1号）に塗装変更されたクハ201-64以下6連（旧C4編成のサハ以外）と旧C25編成のクハ201-136・クハ200-136を組み合わせた4+4の8両編成が登場した。中間にクハを組み込んだ編成は暫定的であり、奈良電車区への転配が開始されると解消された。
転用にあたり、「弱冷車」表記札の差し込み枠が撤去され、ステッカー表記に変更された。方向幕は、JR西日本の標準である黒地白文字のものに交換された。その後は転入当初残されていたスカートの車両番号表記が消去され、代わって前面の車体左側黒い部分にヘルベチカで車両番号が表示された。2007年からは冷房装置のWAU709への換装、2012年からは行先表示器のLED化が全車で行われた。
本系列の転入により、103系は廃車または奈良電車区および日根野電車区（現：吹田総合車両所日根野支所）へ転出した。
一部の編成はスカイブルーのまま運用を開始したが、その後クハ201-137以下をはじめとしてオレンジバーミリオンに塗り替えられ、2009年に最後まで残ったクハ201-62以下8連が塗り替えられて関西圏からスカイブルー塗装の201系は消滅した。
運用は基本的に大阪環状線・桜島線（JRゆめ咲線）である。ラッシュ時には関西本線（大和路線）でも快速・区間快速としても使用されたが、2016年9月をもって大和路線の快速運用から撤退した。適時ラッピング広告編成となって運用されている。最初は201・103系に施されていたが、2006年8月以降は201系のみが対象とされている。4号車のサハ201形は女性専用車。当初は平日朝夕ラッシュ時に設定されていたが、2011年4月18日からは終日設定されている。
2012年6月の組織改組により、森ノ宮電車区は吹田総合車両所森ノ宮支所となった。
2012年からは、103系に代わり201系がユニバーサル・スタジオ・ジャパン（USJ）のラッピング車となった。2012年10月17日より「ユニバーサル・ワンダーランド号」が、2013年2月1日からは「ハリー・ポッター」ラッピング車が営業運転を開始している。
2013年度にスタートした「大阪環状線改造プロジェクト」の目玉として、新製車両の投入が決定した。将来のホームドア設置を見据えて、大阪環状線を運行する車両を特急など一部を除いて3扉車に統一することとなり、2016年度より3扉車323系が新製投入され、本系列の置き換えが進められた。
2017年11月3日付でLB8編成が、2017年12月28日付でLB10編成が、2018年2月7日付でLB7編成が、それぞれ付随車2両を抜いた6両編成となり奈良支所へ転出。余剰となった付随車とLB5編成の計14両が2018年3月31日付で廃車された。2018年6月27日付でLB11編成が、同年10月13日付でLB12編成が、2019年1月22日付でLB13編成が、それぞれ6両編成となり奈良支所へ転出。2018年6月1日付でLB1編成とLB11編成の付随車2両が廃車、同年8月31日付でLB12編成の付随車2両が廃車、同年12月11日付でLB2編成が廃車、同年12月13日付でLB13編成の付随車2両が廃車、2019年1月15日付でLB4編成が廃車、2018年12月27日付と2019年3月31日付でLB16編成が廃車された。USJラッピング車は同年6月1日に運行が終了。同年6月7日をもって（LB9編成で運用）大阪環状線・桜島線（JRゆめ咲線）での201系運行が終了した。同年6月3日付でLB3編成とLB14編成が廃車、同年7月1日付でLB9編成とLB15編成が廃車、同年8月1日付で最後まで残ったLB6編成が廃車された。これに伴いサハ201は形式消滅している。
|      | （大阪駅基準）← 京橋桜島・加茂 → |               |              |             |             |               |              |               |
| 号車 | 8                                | 7             | 6            | 5           | 4           | 3             | 2            | 1             |
| 形式 | クハ201 (Tc)                     | ◇ モハ201 (M) | モハ200 (M') | サハ201 (T) | サハ201 (T) | ◇ モハ201 (M) | モハ200 (M') | クハ200 (Tc') |

#### 関西本線（大和路線）・おおさか東線
関西本線（大和路線）で運用される103系6両編成を置き換える目的で、京阪神緩行線からの転用車が2006年12月より奈良電車区に順次配属された。塗色は201系では初となるウグイス色（黄緑6号）で、103系に引き続き先頭車の前面には白色の警戒帯が配されている。編成は明石時代の編成からサハを外したものである。103系は偶数向き先頭車がJR難波寄り先頭だが、本系列は奇数向き先頭車（クハ201形）がJR難波寄り先頭となっている。
最初の編成は同年12月11日に8両編成で構内試運転、翌12日に本線試運転を実施し、翌13日に6両編成で吹田工場を出場、奈良区に回送された。同月20日から同じく奈良区所属の103系6両編成と共通運用で営業運転を開始した。最終的には置き換え前の103系より2本多い16本96両となったが、2017年10月時点では103系6両編成3本が残存していた。
2008年3月15日におおさか東線の久宝寺駅 - 放出駅間が部分開業し、201系が投入された。
2012年6月の組織改組により、奈良電車区は吹田総合車両所奈良支所となった。
2017年11月から2018年2月にかけて、森ノ宮支所の8両編成3本が6両に減車のうえウグイス色に塗装変更されて転入し、残存していた103系6両編成3本をすべて置き換えた。さらに、おおさか東線放出駅 - 新大阪駅間延伸開業に伴う車両増備のため、2018年6月から2019年1月にかけて森ノ宮支所の8両編成3本が同様に6両化されて転入し、延伸区間での試運転にも使用された。
2020年4月時点では6両編成22本が奈良支所に配置されていた。運用は基本的に大和路線・おおさか東線の普通列車であるが、朝夕には大和路線の快速、和歌山線の王寺駅 - 高田駅間、桜井線（万葉まほろば線）でも運用されていた。3号車のモハ201形は女性専用車であり、大和路線JR難波駅 - 奈良駅間・おおさか東線・和歌山線王寺駅 - 高田駅間で設定されている。
森ノ宮支所配置編成同様、定期検査に合わせて冷房装置をAU75系からWAU709に換装した。全車両の行先表示器がLED式に変更された。2019年8月の検査出場車から、床下機器の塗装が黒色から灰色に変更されている。
2020年度（令和2年度）から2023年度（令和5年度）にかけて、225系電車144両を新製投入し、JR京都線・JR神戸線の快速運用に充当されている221系電車を捻出して大和路線の201系を置き換え、2024年度（令和6年度）中にJR西日本所属の201系全車の運用を終了する予定となっている。2022年3月12日のダイヤ改正で、おおさか東線での運用と和歌山線と万葉まほろば線での定期運用を終了した。
2020年5月29日付でND603編成が奈良支所の201系で初の廃車となり、2021年9月30日付でND618編成が、同年10月20日付でND619編成が、同年11月5日付でND620編成が、同年12月9日付でND608編成が、2022年1月14日付でND617編成が、それぞれ廃車された。
2022年4月28日付でND610編成が、同年6月24日付でND621編成が、同年7月7日付でND609編成が、同年12月13日付でND622編成が、2023年1月12日付でND611編成が、同年5月10日付でND613編成ががそれぞれ廃車された。2024年3月16日のダイヤ改正では定期快速運用が終了した。
2024年12月17日時点で、吹田総合車両所奈良支所に所属している6両編成4本、ND602、ND604、ND606、ND607編成が大和路線運用に就いていたが、2025年3月15日のダイヤ改正を前に定期運行を終了した。
|      | ← JR難波・新大阪加茂・久宝寺 → |               |              |               |              |               |
| 号車 | 6                              | 5             | 4            | 3             | 2            | 1             |
| 形式 | クハ201 (Tc)                   | ◇ モハ201 (M) | モハ200 (M') | ◇ モハ201 (M) | モハ200 (M') | クハ200 (Tc') |

## 沿革
- 1979年（昭和54年）8月20日：試作車10両を中央線快速に投入・営業運転を開始[2][注 30]。
- 1981年（昭和56年）8月20日：中央線快速線に量産車を投入・営業運転を開始[3]。
- 1982年（昭和57年）
  - 8月14日：中央・総武緩行線にも投入・営業運転を開始[95]。
  - 11月15日：ダイヤ改正より、青梅線では、中央線快速電車の直通運用として運転開始。
- 1983年（昭和58年）：
  - 2月21日：京阪神緩行線にも投入・営業運転を開始[171]。
  - 10月1日：中央線快速の青梅線直通電車の分割運用が開始され、五日市線にも運行されるようになる。
- 1984年（昭和59年）：コストダウンのため、窓構造など細部の設計を変更。これ以降生産された車両のサハ201形（付随車・T）は関西地区のみに投入。
- 1985年（昭和60年）：製造終了。試作車10両を含む1,018両が製造。3月14日のダイヤ改正から中央線快速・京阪神緩行線の日中時間帯はすべて本系列で運用されるようになり、運用区間も草津駅・加古川駅まで拡大。
- 1986年（昭和61年）：3月3日のダイヤ改正に併せて首都圏各線で車両配置の見直しがあり、本系列も多数が転属。予備車から捻出された車両により武蔵野線でも運転開始（後に全編成の8両編成化により、中央・総武緩行線へ転用）。11月1日のダイヤ改正で快速が大月駅まで直通運転を開始し、同駅まで乗り入れ。
- 1987年（昭和62年）4月1日：国鉄分割民営化により、全1,018両のうち試作車を含む794両がJR東日本に、224両がJR西日本に継承された。
- 1988年（昭和63年）12月5日：中央緩行線東中野駅構内でクハ200-4を先頭とした10両編成の中野行が同駅に停車中だった103系10両編成に追突し、運転士と乗客各1人が死亡する事故が発生（東中野駅列車追突事故）。10両のうち最後尾のクハ201-3を除く9両が大破して廃車となり、後日中野電車区構内で解体。
- 1990年（平成2年）：3月10日施行のダイヤ改正により、中央線快速に富士急行線河口湖まで直通する列車が設定される。
- 1997年（平成9年）10月12日：大月駅構内で入換中の201系6両編成が特急列車と衝突する事故（大月駅列車衝突事故）が発生。
- 1998年（平成10年）12月29日：中央・総武緩行線に本系列と103系・205系の置き換えを目的とした209系500・950番台投入開始。その後継車種のE231系0番台投入と合わせて同線で運用されていた201系は青梅線・五日市線・京葉線に転用され（205系も京葉線・武蔵野線・南武支線に転用）、既存の103系置き換えを促進。
- 2001年（平成13年）8月4日：展望型車両に改造した「四季彩」が運転開始される。
  - 11月18日：中央・総武緩行線から撤退。同時期に京葉線・青梅線・五日市線でも営業運転を開始。
- 2002年（平成14年）4月：青梅線・五日市線の列車がすべて本系列で運用されるようになる。
- 2005年（平成17年）：京阪神緩行線（JR京都線・JR神戸線・JR宝塚線）は12月1日以降321系へ、中央線快速は2006年12月以降E233系へそれぞれ置き換えが決定。
  - 10 - 11月：京葉線で使用されていた試作車（900番台）が廃車。大宮総合車両センターにて解体された。
  - 12月15日：大阪環状線でスカイブルーの8両編成が運用を開始。翌16日にはJRゆめ咲線（桜島線）に初めて営業運転で入線。その後大和路線（関西本線）でも客扱いを実施。
  - 12月20日：1988年12月の東中野事故で唯一廃車を免れたクハ201-3が廃車回送された。この車両は事故発生後予備車となり、ほとんど利用されることなく三鷹電車区（現・三鷹車両センター）に留置されていたが、クモヤ145形2両に挟まれて回送して大宮運転区に2か月以上留置後、大宮総合車両センターで2006年3月上旬に解体された。事故以外での量産車の廃車は初。
- 2006年（平成18年）10月19日：中央線快速のT6編成（クハ201-26以下10両）が廃車された。編成単位における量産車としては初の廃車。
  - 12月20日：関西本線（大和路線）でウグイス色の6両編成が営業運転を開始。
- 2007年（平成19年）3月18日：京阪神緩行線（琵琶湖線・JR京都線・JR神戸線・JR宝塚線）から撤退。
  - 3月 - 4月ごろ：豊田電車区から京葉電車区に10両2本 (T130, T132) が転属、京葉所属初の貫通編成となるK70・74編成が登場。
- 2008年（平成20年）3月15日：おおさか東線でウグイス色の6両編成が営業運転を開始[155]。
  - 3月26日：四季彩を除く青梅線・五日市線用の車両が営業運転を終了する。
  - 6月19日：四季彩を除く青梅線・五日市線用の車両が廃車される。
  - 7月20日：四季彩が営業運転を終了する。
  - 12月：京葉線用の10両貫通編成が廃車回送される。
  - 12月：大阪環状線に最後まで残っていたスカイブルーの編成がオレンジに塗装変更される[144]。
- 2010年（平成22年）2月1日 - 3月31日：中央線快速において本系列の営業運転開始30周年を記念し、「201系愛されて30周年キャンペーン」を開催[172]。
  - 10月14日：中央線快速での定期運用終了。
  - 10月17日：中央本線 豊田→松本間にて長野総合車両センターへの廃車回送を兼ねた臨時団体列車として運行、中央本線を走行する最終運用となった。
- 2011年（平成23年）
  - 6月20日：京葉線・外房線・東金線用の車両がすべて営業運転を終了した。同時にJR東日本から事実上全廃された[注 31]。
- 2012年（平成24年）
  - 11月30日：吹田総合車両所森ノ宮支所の201系LB8編成がLED式の行先表示器に更新され、運転を開始した。これを手始めに更新工事は奈良支所の201系を含む他の編成にも波及した。
- 2016年（平成28年）
  - 9月30日：大和路線ダイヤ改正により、大阪環状線用の8両編成が大和路線直通の快速運用から撤退。
- 2017年（平成29年）
  - 11月：森ノ宮支所から奈良支所へ2両減車した6両編成（旧LB8編成）が、オレンジからウグイス色へ塗装変更した上で転属。以後も同様の転属が続く。
- 2019年（令和元年）
  - 6月7日：大阪環状線およびJRゆめ咲線の運用から離脱。
- 2022年（令和4年）
  - 3月：おおさか東線の運用から離脱。
- 2025年（令和7年）
  - 3月14日：翌日のダイヤ改正を前に本形式最後の定期運用であった大和路線の運用から離脱[4]。

## 保存車
中央線快速で使用されていたクハ201-1が豊田車両センターに保存されており、2023年（令和5年）10月1日現在も保留車として車籍を有している。通常は非公開だが、イベント時には公開される。

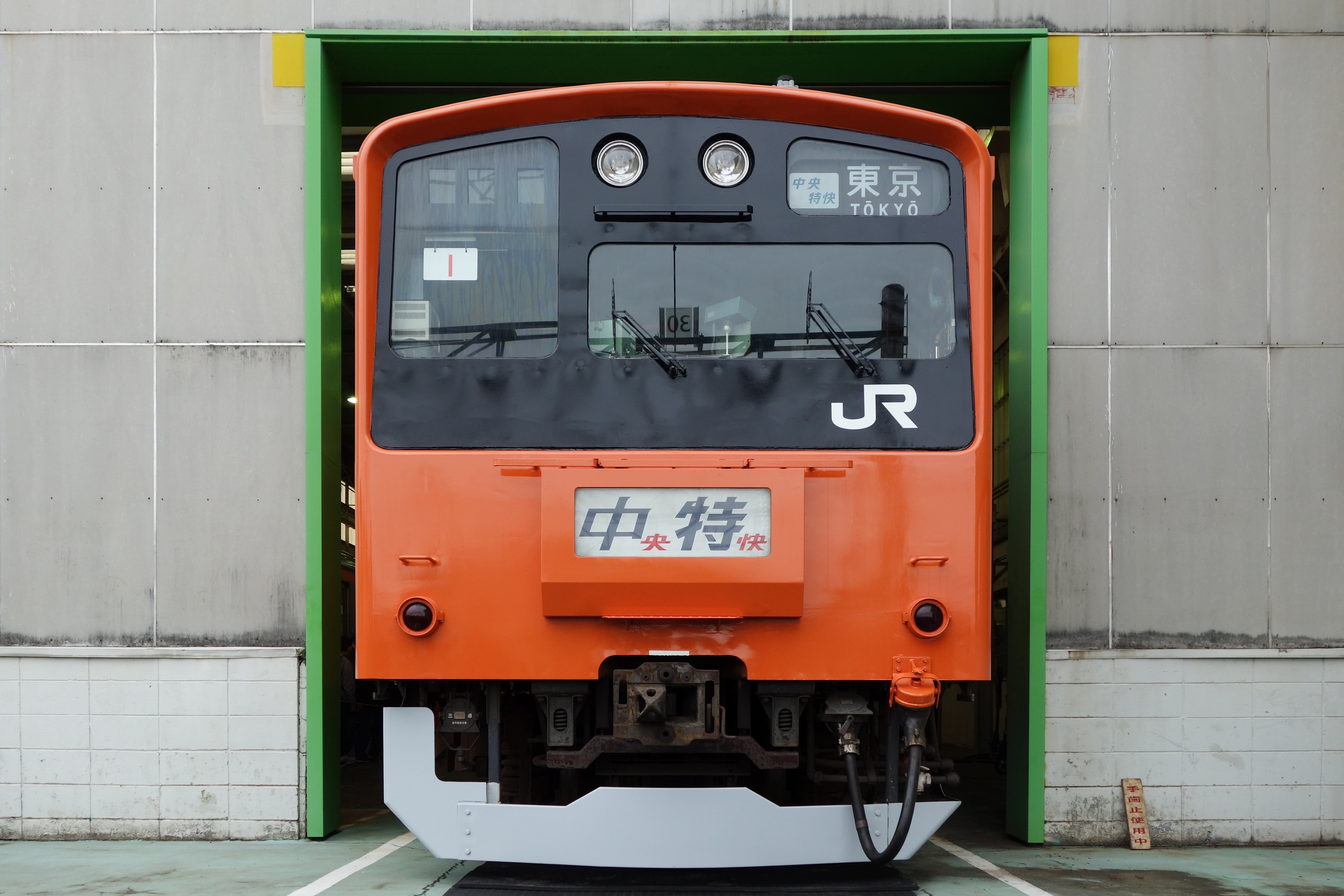
保留車 クハ201-1 2014年11月8日 豊田車両センター